# Petroleum Warfare Department
Le Petroleum Warfare Department (PWD) était une organisation établie au Royaume-Uni en 1940 en réponse à la crise de l'invasion, pendant la Seconde Guerre mondiale quand il apparut que l'Allemagne allait envahir le pays. Le département fut initialement chargé de développer l'utilisation du pétrole comme arme de guerre et il supervisa la mise en place d'un large éventail d'armes incendiaires telles la fougasse incendiaire.
Plus tard au cours de la guerre, cette organisation joua un rôle dans la création de la Fog Investigation and Dispersal Operation (communément connue sous le nom FIDO) qui faisait disparaître le brouillard des pistes des aérodromes, permettant ainsi l'atterrissage des avions de retour de bombardements sur l'Allemagne par mauvaise visibilité. Elle participa également à l'opération Pluto, qui permit d'installer des oléoducs préfabriqués entre l'Angleterre et la France, peu après l'invasion alliée en Normandie en juin 1944.

## Origine

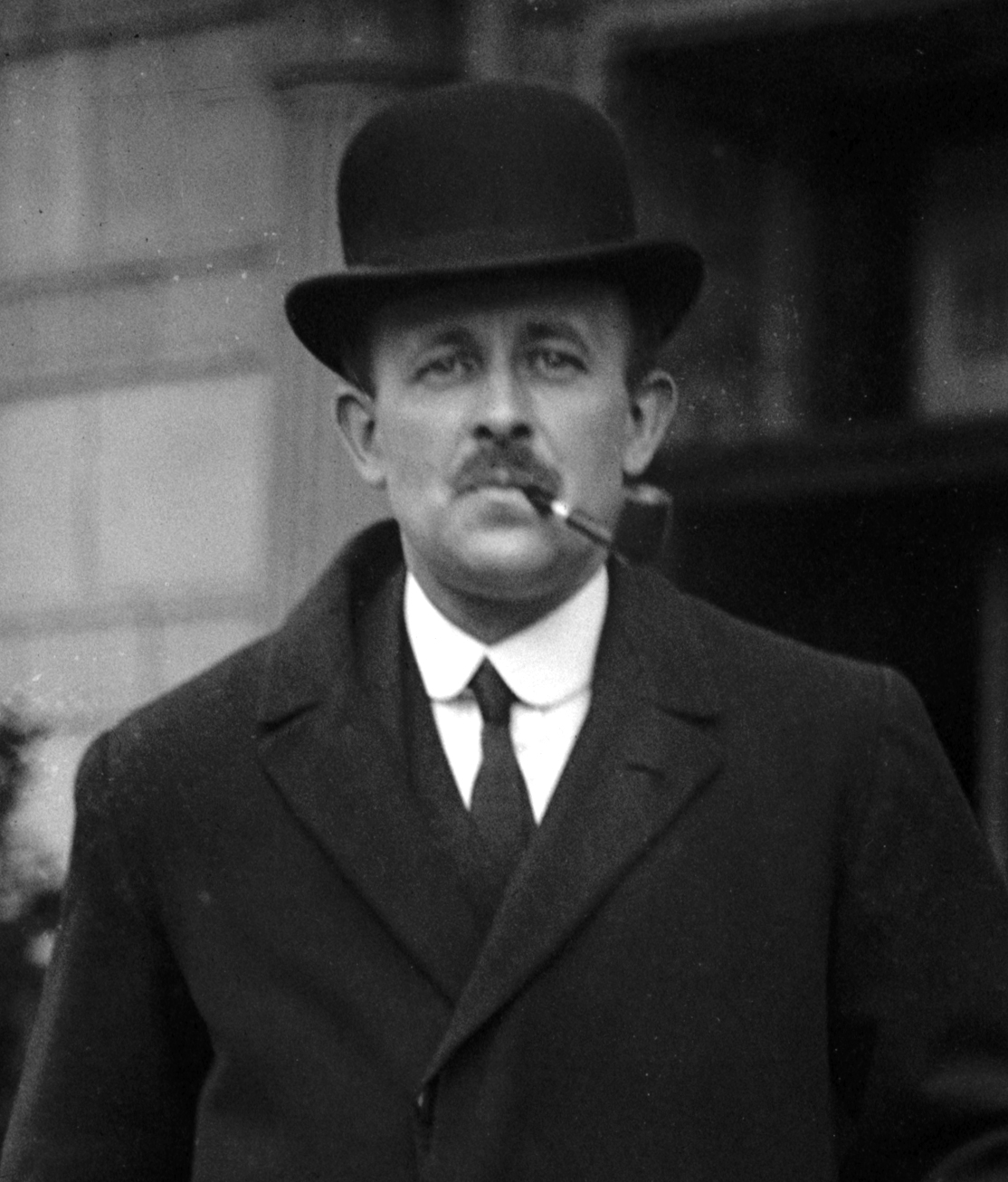
Maurice Hankey en 1921.

Au début de la Seconde Guerre mondiale, en septembre 1939, il avait eu peu de combats à l'Ouest jusqu'à l'invasion allemande de la France et des Pays-Bas en mai 1940. À la suite de la chute de la France et du retrait de la Force expéditionnaire britannique des plages de Dunkerque, en juin 1940, la Grande-Bretagne était sous la menace d'une invasion par les forces armées allemandes en 1940 et 1941.
En réponse à cette menace d'invasion, les Britanniques cherchèrent à augmenter les effectifs de la marine, de l’armée de l’air et de terre et à remplacer l'équipement qui avait été abandonné à Dunkerque. De plus, ils cherchèrent à compléter les forces armées régulières avec des organisations bénévoles comme les soldats à temps partiel de la Home Guard. Avec de nombreux types d'équipements en nombre insuffisant, il déployèrent des efforts frénétiques pour développer de nouvelles armes, en particulier des armes qui ne nécessitaient pas de matériaux rares.
Bien que les importations de pétrole en provenance du Moyen-Orient fussent interrompues et que la plupart du pétrole de la Grande-Bretagne provenait des États-Unis, il n’y avait pas, à cette époque, de pénurie de pétrole : les approvisionnements initialement prévus pour l'Europe remplissaient les installations de stockage britanniques et il y avait un certain nombre de pétroliers chargés attendant dans les ports américains,. La quantité d'essence allouée aux usages civils fut strictement rationnée et les plaisirs automobiles furent fortement déconseillés. Ce ne fut pas, au moins initialement, en raison d'une pénurie d'essence, mais parce que cela pourrait conduire à de grands rassemblements de véhicules réservoirs pleins à des endroits populaires[pas clair].
En cas d'invasion, les Britanniques seraient confrontés au problème de la destruction de ces embarrassantes richesses de peur qu’elles ne se révélassent utile à l'ennemi (comme il l'avait fait en France). À la mi-juin, comme une précaution anti-invasion de base, les stations-service en bordure de route à proximité de la côte furent vidées, ou tout au moins leurs pompes furent rendues inopérables, et partout les garages étaient tenus d'avoir un plan pour empêcher leurs stocks de tomber aux mains de l’envahisseur.
Le 29 mai 1940, alors que l'évacuation de la Force expéditionnaire britannique était en cours, Maurice Hankey, alors ministre sans portefeuille, rejoignit le Comité ministériel sur la défense civile, présidé par Sir John Anderson, Secrétaire d'État à l'Intérieur et à la Sécurité civile. Parmi plusieurs idées, Hankey « sortit de son écurie un cheval de bataille qu'il avait monté très durement durant la guerre de 1914-18, à savoir l'utilisation de la combustion du pétrole à des fins défensives ». Hankey pensait que le pétrole ne devrait pas simplement être refusé à un envahisseur, mais utilisé pour lui nuire. Vers la fin juin, Hankey apporta son projet lors d'une réunion de la Commission de contrôle du pétrole et produit, pour le commandant en chef de la Home Forces Edmund Ironside, un extrait de ses comptes rendus sur des expériences avec du pétrole durant la Première Guerre mondiale. Le 5 juin, Churchill autorisa Geoffrey Lloyd, le secrétaire au Pétrole à aller de l'avant et de réaliser des expérimentations, sous la supervision de Hankey.

## Donald Banks
Donald Banks (1891-1975) avait servi pendant la Première Guerre mondiale se voyant décerner l’Ordre du Service distingué et la Croix militaire. Il avait rejoint la fonction publique et, en 1934, il avait été nommé directeur général de la Poste,. Il fut nommé au ministère de l'air et servit comme sous-secrétaire permanent de 1936 à 38,. En raison de la surcharge de travail, Banks reçut des fonctions plus légères, dont une mission de conseil en Australie sur la production d'avions et un emploi au Comité consultatif aux droits à l'importation. Pendant cette période, Banks était resté sur les listes des officiers de réserve de l'Armée territoriale et lorsque les hostilités éclatèrent en septembre 1939, le comité consultatif fut supprimé et il fut libre de servir dans les forces armées.
Banks fut bientôt attaché de l'air au quartier-maître général de la 50e division d'infanterie (Northumbrian). Une division de première ligne de l'armée territoriale. Banks s’entendit bien avec son commandant, Giffard LeQuesne Martel (en), qu’il admirait pour son leadership et son enthousiasme pour l'expérimentation et l'improvisation. En octobre 1939, la division fut envoyée dans la région des Cotswolds et en janvier 1940, elle fut déplacée en France.
Lorsque l'Allemagne passa à l'offensive en mai 1940, la division fut fortement impliquée dans les combats autour d’Arras et, plus tard, fut retirée de la côte. Banks, par la suite, se rappela d'avoir vu, du sommet d'une falaise face à la mer, « un spectacle grandiose [...] À quelques miles de là, un pétrolier avait été bombardé ou avait heurté une mine. Des panaches de fumée noire s’élevaient dans le ciel tels de gigantesques linceuls, tandis que la vaste nappe enflammée s'étendait, il semblait sur des miles à la surface de l'eau qu’une flamme brûlait et bondissait comme un volcan en colère [...] Je me suis souvent rappelé cette scène dans les jours suivants de la guerre incendiaire ». La division fut évacuée vers l'Angleterre.
Au début de juillet 1940, Donald Banks fut convoqué devant Geoffrey Lloyd, qui expliqua la vision qu'il partageait avec Hankey : « Enflammez toute la Grande-Bretagne », « retentissant sur les côtes, jaillissant des haies et dévalant les collines. Nous allons brûler l'envahisseur jusque dans la mer ».
Considérant les idées de Lloyd les jours suivants, Banks consulta d'autres soldats ; il y trouva à la fois un scepticisme professionnel et de l'enthousiasme. Banks, un homme qui a dit qu'il préférait la perspective d'un véritable combat qu’une direction narcissique, n'était lui-même pas enthousiaste et son premier instinct fut de suggérer que les armes à base de pétrole devraient être développées localement. Lloyd n’en eut cure et Banks reçut l’ordre de lui rendre compte pour des tâches spéciales. Le 9 juillet, s'affranchissant des formalités administratives, le Petroleum Warfare Department vit le jour. Banks en reçut la direction et il ne devait jamais plus regarder en arrière.
Le Petroleum Warfare Department débuta ses activités le 9 juillet 1940 dans trois petits bureaux. Il était administré et financé de façon indépendante, mais, avec peu de personnel, manquant complètement de connaissances techniques, il n’était animé que par l'enthousiasme contagieux de Lloyd et Hankey.

## Piège incendiaire
Le PWD prit son l'inspiration dans des événements qui s’étaient produits lors de la retraite de Dunkerque en juin 1940. Un exemple se produisit lorsque Boulogne fut attaqué dans les premières heures du 23 mai et que la route de Calais fut coupée. Dans la défense de Boulogne, un groupe de pionniers sous le commandement du lieutenant-colonel Donald Dean, avait improvisé un barrage routier constitué de véhicules et de tas de meubles provenant de maisons bombardées. Un char approchant commença à pousser ce qui obstruait son chemin, comme Dean l’écrivit :
« Nous étions préparés à cela ... J’avais quelques réservoirs d'essence de camions crevés avec une pioche, le char étant incapable de nous bombarder pendant son ascension, nous mîmes le feu à l’ensemble. Une flamme monta, et le char fit promptement retraite... Notre barrage brûla pendant un certain temps, et permit d'une l’érection d’un barrage supplémentaire plus loin sous le couvert de la fumée. »
Le département nouvellement formé prit rapidement des dispositions pour certaines expérimentations pratiques à Dumpton Gap dans le Kent. Celles-ci furent la source d'une certaine excitation pour les témoins, qui incluaient les pilotes des avions ennemis. Beaucoup des premières idées se révélèrent infructueuses, mais l'expérience mena rapidement à l'élaboration de la première arme pratique : le piège incendiaire statique.

### Piège incendiaire statique
Je vivais à Longniddry depuis 1927 jusqu'à ce que ma femme et moi déménagions... il y a vingt ans. [...] Il était sur une plate-forme très haute dans les arbres en face d'une tranchée dans la route entre deux vieux poteaux télégraphiques. Je crois me souvenir que le réservoir était aussi haut que les poteaux télégraphiques. Un tuyau vertical relié au réservoir était raccordé à un tuyau horizontal fixé sur le haut du mur. Ce tuyau avait une série de petits trous sur sa longueur. L’ouverture d'une vanne à l'intérieur du bois permettait à l'essence de s’échapper à une pression considérable.
Je ne vis que ce dispositif incendiaire fonctionner qu’une seule fois lorsque le personnel de la Home Guard fit une démonstration. La soupape de l'essence fut ouverte et créa une énorme pulvérisation, qui atteignit le côté opposé de la route. Je pense que l'idée de départ était qu'une quantité limitée d'essence serait libérée, mais la vanne resta ouverte. Un sergent de l'armée de terre avec un pistolet Very tira un coup (depuis le haut de Goods Yard) dans la flaque d'essence dans le creux de la route, alors que le carburant coulait encore à flots.

Le réservoir d’un piège incendiaire statique, près de Gifford, dans l’East Lothian, en Écosse.

Un piège incendiaire statique permettait de couvrir une longueur de route, généralement de 20 à 45 mètres, de flammes et de fumée sur notification. L'arme était un simple arrangement de tuyaux perforés placé à côté d'une route. Les tuyaux étaient en acier, d’un diamètre de un à deux pouces et percés de trous de 1/8e de pouce à angles soigneusement calculés pour couvrir la route de façon identique. Les tuyaux perforés étaient reliés à de plus grands tuyaux qui conduisaient à un réservoir de carburant en position haute. Le mélange de carburant était constitué de 25 % d'essence et de 75 % de fioul qui ne serait d'aucune utilité comme carburant pour les véhicules à moteur s’il devait être capturé. Tout ce qui était nécessaire pour déclencher l'arme était d'ouvrir une vanne et un membre de la Home Guard devait lancer un cocktail Molotov pour déclencher les flammes de l’enfer. L'emplacement idéal pour le piège était un endroit où les véhicules ne pouvaient pas facilement s'échapper, comme un chemin creux. Certains furent camouflés : les tuyaux pourraient être cachés dans des gouttières ou déguisés comme des mains courantes; d'autres ont tout simplement été laissés tels quels ayant l’aspect d’innocente plomberie.
Tous les tuyaux et les valves nécessaires pourraient être obtenus auprès de l’industrie du gaz et de l'eau avec pour seule modification requise le forage de quelques trous. En général, la gravité était tout ce qui était nécessaire pour assurer une pression suffisante pour les pièges incendiaires, mais où les pompes étaient nécessaires, elles furent installées.
Les versions ultérieures furent un peu plus sophistiquées; un allumage à distance pouvait être réalisé d’une multitude de façons. Un des systèmes, appelé la mise à feu Birch, la pression du pétrole à l’extrémité de la canalisation compresserait la glycérine contenue dans une poire en caoutchouc ; la glycérine tomberait sur un conteneur de permanganate de potassium, qui s’enflammerait alors spontanément. Une autre méthode consistait à installer deux petits tubes en caoutchouc, acheminant l'un de l'acétylène et l'autre du chlore. À leurs extrémités, ces deux gaz pouvaient se mélanger, ce qui provoquait une inflammation spontanée. Ce système avait l'avantage qu'il pouvait être activé et désactivé à plusieurs reprises. Le développement de la fougasse incendiaire (voir ci-dessous) fournit une méthode de mise à feu électrique à distance qui ne pouvait être utilisée qu'une seule fois, mais était pratiquement instantanée.
Quelque 200 pièges incendiaires statiques furent installés, principalement par les employés des compagnies pétrolières dont les services furent mis à la disposition du gouvernement.

### Piège incendiaire mobile
En plus des pièges incendiaires statiques, des unités mobiles furent créées. La conception principale utilisait un réservoir de 900  à   1 300 litres installé sur la plateforme d'un camion d’1,5 tonne, juste derrière la cabine. Au milieu de l'espace restant était placée une pompe à essence et sur le côté étaient stockés 23 mètres de tuyau en caoutchouc armé. Deux buses étaient fournies avec une visée primitive et avec des pointes pour les fixer dans le sol. Des tuyaux pour le chlore et le gaz d'acétylène étaient fournis pour l'allumage. Les jets de flammes résultant avaient une portée d’environ 20 mètres.
Comme il y avait une pénurie de pompes, elles étaient absolument nécessaires pour lutter contre les incendies initiés par les bombardements, un type simple de piège incendiaire mobile fut également conçu, composé d'un nombre de tuyaux de grand diamètre (30 cm) bouchés aux extrémités pour faire un réservoir cylindrique de 3,7 m de long rempli avec 200 l d’un mélange essence-pétrole mis sous pression avec un gaz inerte. Un certain nombre de ces cylindres pouvait être transporté à l'arrière d'un véhicule et, d’un poids d'un peu moins de 450 kg, pourrait être déployé assez rapidement où une embuscade serait nécessaire. Les cylindres seraient placés à intervalles réguliers le long d'une route avec chacun une courte longueur de tuyau menant à une buse fixée par des piques dans le sol. L’arrivée du combustible était déclenchée par une corde qui ouvrait une vanne et l'allumage était initié par des cocktails Molotov.

### Fougasse incendiaire

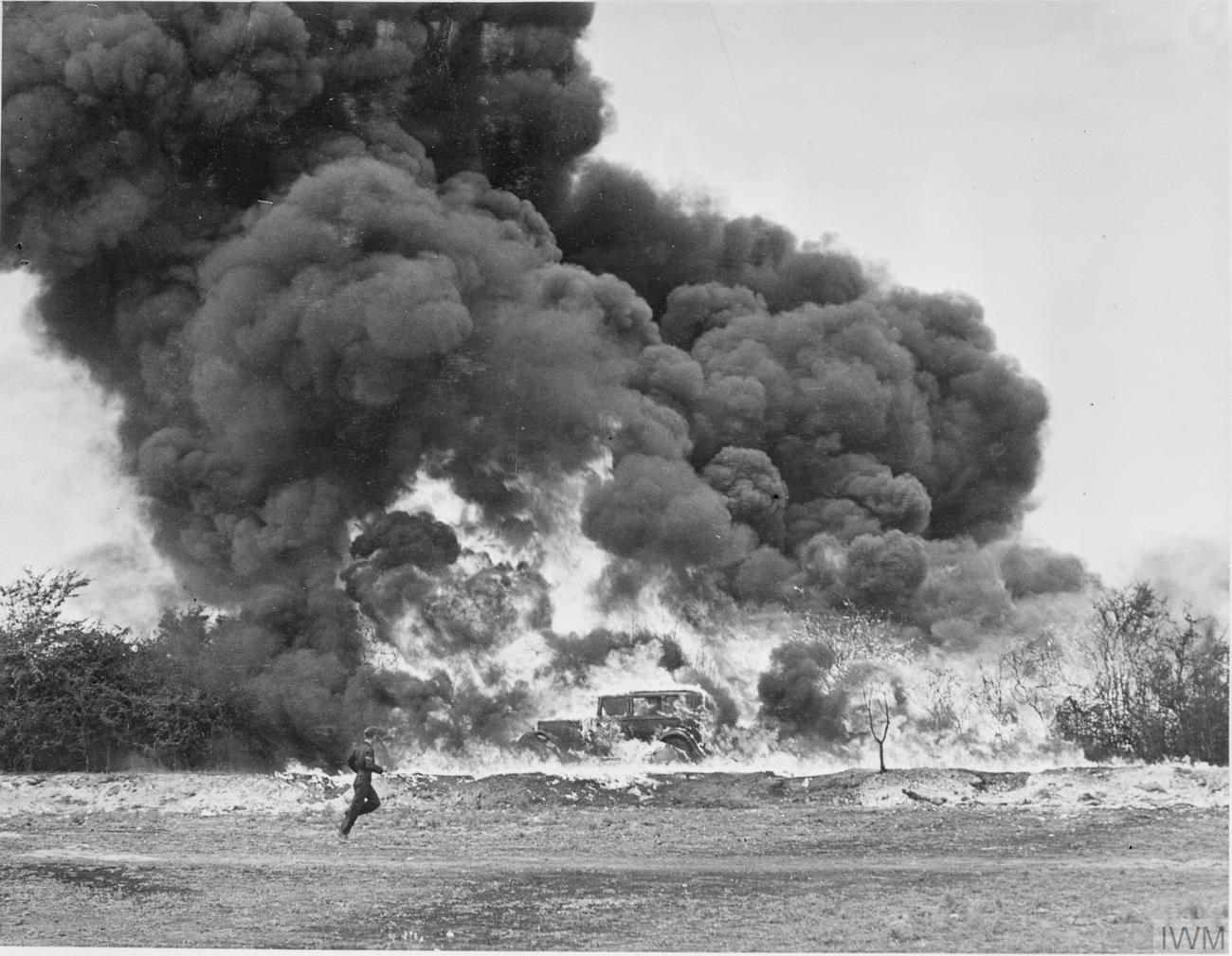
Une démonstration de fougasse incendiaire, quelque part en Grande-Bretagne, vers 1940.

Le Petroleum Warfare Department reçut bientôt l'aide d’Henry Newton et de William Howard Livens, tous deux connus pour la conception de mortiers durant la Première Guerre mondiale.
Pendant la Première Guerre mondiale, Livens avaient développé un certain nombre d’armes chimiques et d’armes incendiaires. Son invention la plus connue était la mortier Livens: un simple mortier qui pouvait projeter un projectile contenant environ 14 kg d'explosifs, de pétrole ou, plus couramment, de gaz phosgène toxique. Le grand avantage du mortier Livens est qu'il était bon marché, ce qui a permis à certaines occasions d’en déployer simultanément des centaines, voire des milliers, de faire feu simultanément et de prendre l'ennemi par surprise,. Livens et Newton expérimentèrent tous deux des versions du mortier Livens fabriqué à partir d’expédients disponibles dans le commerce, comme des fûts de cinq gallons et des tubes. Newton expérimenta le tir de bouteilles de lait remplies de phosphore à l'aide d'un fusil. Aucune de ces expériences ne dépassa le stade de prototypes.
Une des démonstrations de Livens au PWD, probablement à la mi-juillet à Dumpton Gap, fut particulièrement prometteur. Un baril de pétrole explosa sur la plage; Lloyd affirma avoir été particulièrement impressionné quand il vit un groupe d'officiers de haut rang témoin de l’essai à partir du haut d'une falaise faisant « un mouvement instantané et précipité vers l'arrière ». Le travail était dangereux, Livens et Banks réalisèrent des expériences avec des fûts de cinq gallons sur les galets à Hythe lorsqu'un court-circuit déclencha plusieurs armes. Par chance, la batterie de futs où ils se tenaient ne se déclencha pas.
Les expériences menèrent à un agencement particulièrement prometteur : un fût en acier de quarante gallons enterré dans un terre-plein latéral avec juste l’extrémité ronde à l’air libre. À l'arrière du fût se trouvait un explosif qui, lorsqu'il était déclenché rompait le fût et projetait un jet de flamme d'environ 3 m de large et 27 m de long. La conception rappelait celle d'une arme datant de la fin des temps médiévaux appelé fougasse: un trou dans lequel était placé un baril de poudre recouvert par des roches, avec de explosif déclenché par un détonateur au moment opportun. La nouvelle arme de Livens fut dûment surnommée la fougasse incendiaire. La fougasse incendiaire fut essayée devant Clement Attlee, Maurice Hankey et le général Liardet le 20 juillet 1940.
Une variante de la fougasse incendiaire appelée le demigasse était un baril de fougasse placé horizontalement à l'air libre avec une charge explosive sous celui-ci qui romprait le fût et projetterait le mélange incendiaire vers la cible. Une autre variante était la sauteuse de haie, un baril avec en dessous une charge explosive qui la ferait bondir au-dessus d’une haie ou d’un mur; cela rendait la sauteuse de haie particulièrement facile à dissimuler. Une autre variante de la sauteuse de haie fut conçue pour la baie de St Margaret où les barils seraient poussés pour rouler par-dessus le bord de la falaise.
Au total, quelque 50 000 fûts de fougasse incendiaire furent distribués, dont la grande majorité furent installés dans l'une des 7 000 batteries principalement dans sud de l'Angleterre et un peu plus tard sur 2 000 sites en Écosse. Certains des fûts furent tenus en réserve tandis que d'autres étaient déployés sur les sites de stockage afin de détruire les dépôts de carburant sur ordre. La taille d'une batterie variait d'un seul fût jusqu’à quatorze ; une batterie de quatre barils était l'installation la plus commune et le minimum recommandé. Lorsque cela était possible, la moitié des barils d’une batterie contenait le mélange 40/60 et l’autre moitié du mélange collant 5B.

## Eaux troubles

### Opération Lucid

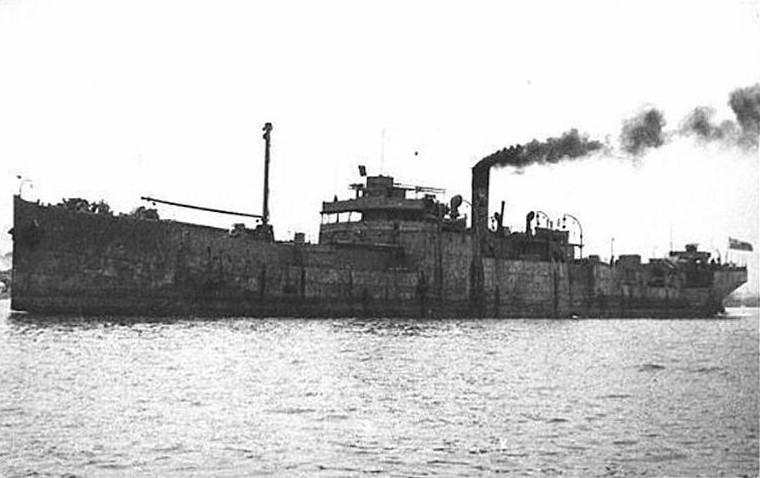
Le War Nawab, un des navires participant à l'opération Lucid.

Une série d'expériences étudia la possibilité de brûler les barges de l'envahisseur avant qu'elles ne puissent atteindre le rivage anglais. La première idée était simplement de faire exploser un navire rempli de pétrole, ce qui fut essayé à Maplin Sands (en) où un pétrolier de la Tamise, le Suffolk, chargé de 50 tonnes de pétrole fut dynamité en eau peu profonde. Une autre idée développée est que le pétrole devrait être maintenu en place sur l'eau par des creux formés dans des nattes de fibre de coco. Une machine formait les creux dans un tapis plat puis il était jeté par-dessus la poupe d'un navire. Les essais avec le Ben Hann produisirent un ruban de flamme de 800 mètres de long et de 2 mètres de large qui pouvait être remorqué à quatre nœuds. Aucune de ces expériences ne fut poussée plus avant pour produire de potentielles défenses.
Le Suffolk, cependant, fournit un galop d'essai pour une idée encore plus ambitieuse : les péniches d'invasion seraient brûlées avant même qu'elles ne quittassent le port. Le plan circula au début de juin/juillet 1940, et devint connu comme l'opération Lucid.
Trois vieux pétroliers furent rapidement préparés pour l'opération sous le commandement d'Augustus Agar (en). Bien que l'opération fût lancée à plusieurs reprises chaque attaque fut déjouée par le mauvais temps, la médiocre fiabilité des navires et enfin, par le navire de commandement qui heurta une mine. L'opération fut finalement annulée.

### Mers en feu
Durant le mois d’août, les cadavres d'une quarantaine de soldats allemands furent drossés sur points dispersés de la côte, entre l'île de Wight et de Cornwall. Les Allemands s’entraînaient à l’embarquement sur les barges le long de la côte française. Certaines de ces barges avaient été mises à la mer pour échapper aux bombardements britanniques et coulèrent, soit à cause des bombardements ou du mauvais temps. Ce fut l’origine d'une rumeur répandue que les Allemands avaient tenté une invasion et avait subi de très lourdes pertes, soit par noyade ou soit brûlés dans des portions de mer recouvertes de pétrole en flammes. Nous ne prîmes aucune mesure pour contredire ces contes, qui se propageaient librement dans les pays occupés sous une forme follement exagérée et donnaient beaucoup de courage aux populations opprimées.
Dès ses débuts, la Petroleum Warfare Department expérimenta « la mise à feu de la mer » par du pétrole brulant à la surface de la mer. Il fut immédiatement estimé que les possibilités d'une telle arme résidaient non seulement dans sa capacité à détruire l'ennemi mais dans la valeur de la propagande liée à la terreur du feu.
En 1938, l’Enemy Publicity Section définissant la propagande à envoyer à l'ennemi fut formée par Lord Hankey et une nouvelle section fut créée par Sir Campbell Stuart, qui était un ancien rédacteur en chef du journal The Times,. Comme ses locaux se situaient à Electra House, la nouvelle section fut surnommée Département EH. En 1938, pendant la crise de Munich, un certain nombre de dépliants furent imprimés avec l'intention de les larguer sur l'Allemagne. Le largage n'eut jamais lieu, mais l'exercice incita le Département EH à émettre une note au ministère de l'Air insistant sur l'importance d'un système bien coordonné pour envoyer des informations à des pays ennemis. Le secrétaire permanent (le plus haut fonctionnaire d'un département) au ministère de l'Air à qui la note avait été adressée n’était nul autre que Sir Donald Banks qui allait plus tard prendre la tête du PWD.
Le 25 septembre 1939, le Département EH fut mobilisé à l'abbaye de Woburn où il rejoignit une autre équipe de subversion connue comme la Section D qui avait été formée par le major Laurence Grand.
En juillet 1940, le premier ministre Winston Churchill invita Hugh Dalton à prendre en charge le SOE (Special Operations Executive) nouvellement formé. La mission du SOE était d'encourager et de faciliter l'espionnage et le sabotage derrière les lignes ennemies ou, comme disait Churchill, de « mettre feu à l'Europe ». Parmi les personnes présentes à la première réunion au sommet du SOE le 1er juillet 1940 étaient Lord Hankey, Geoffrey Lloyd et Desmond Morton, des personnes clé pour la formation du Petroleum Warfare Department quelques jours plus tard.
Le Département EH et la section D devinrent plus tard SO1 et SO2 du SOE. Par la suite, en septembre 1941, la responsabilité de la guerre politique fut retirée au SOE et fut prise en charge par le Political Warfare Executive (PWE) nouvellement formé.
Bien que le PWD devrait encore travailler sur la combustion de pétrole flottant, un plan fut ourdi pour diffuser l'histoire qu'une telle arme existait déjà avant même que les premiers essais ne fussent réalisés. L’écrivain James Hayward fit une étude approfondie de cette curieuse histoire; dans The Bodies on the Beach (Les corps sur la plage), Hayward se rendit compte que la vue des travaux sur la mer en feu furent conduits essentiellement pour les besoins de la propagande et fut un bluff sophistiqué qui devint le premier grand succès de la propagande britannique de la guerre. Écrivant juste après la guerre, Banks admit « Peut-être la plus grande contribution de tous ces différents efforts fut la construction de la grande histoire de la propagande de la défense incendiaire de la Grande-Bretagne qui balaya le continent européen en 1940 ».
Les détails de l'histoire indiquaient l'invention d'une bombe qui devait répandre une fine pellicule de liquide volatil à la surface de l'eau, puis l'allumer. Cette rumeur fut chuchotée dans des oreilles attentives dans les villes neutres telles que Stockholm, Lisbonne, Madrid, Le Caire, Istanbul, Ankara, New York et d'autres endroits, probablement vers la fin juillet ou au début d’août 1940. La rumeur de la mer en feu fit appel à l’imagination des amis et des ennemis. Peu après, les interrogatoires de pilotes de la Luftwaffe capturés révélèrent que la rumeur était devenue une notoriété publique.
Les forces armées allemandes commencèrent à faire des essais de combustion de pétrole flottant. Le 18 août, ils enflammèrent 100 tonnes de pétrole flottant, il brûla pendant 20 minutes produisant de la chaleur et la fumée en abondance. Ceci presque une semaine avant la première mise à feu réussie britannique.
En Europe, l'histoire de la mer en feu s’embellit à tel point que l'histoire inclura une tentative d'invasion allemande repoussée par la mise à feu de pétrole sur l’eau. Le correspondant de guerre américain William Lawrence Shirer (1904-1993) était basé à Berlin à l'époque, mais à la mi-septembre, il visita la ville de Genève en Suisse.
« Les nouvelles venant de la frontière de la France, toute proche, indiquaient que les Allemands avaient tenté un débarquement en Grande-Bretagne, mais qu’ils avaient été repoussés avec de lourdes pertes. On doit prendre cette information avec un grain de sel ».
Le lendemain dans la soirée, Shirer était de retour à Berlin :
« Je remarquais plusieurs soldats légèrement blessés, essentiellement des aviateurs, descendre d’une voiture spéciale qui avait été attachée à notre train. À leurs bandages, les blessures ressemblaient à des brûlures. Je remarquai aussi le plus long train Croix-Rouge que j’avais jamais vu. Il s'étendait de la gare sur un demi-mile jusqu’au pont sur le canal Landwehr. [...] Je me demandais d’où un si grand nombre de blessés pourrait provenir, car les armées de l'ouest avait arrêté de se battre, trois mois auparavant. Comme il n'y avait que quelques porteurs, je dus attendre un certain temps sur le quai et entendis une conversation avec un ouvrier du chemin de fer. Il dit que la plupart des hommes du train hôpital souffraient de brûlures.
Peut-il être que les contes que j’avais entendus à Genève avaient une part de vérité, après tout? Les histoires disaient qu’il y avait eu des raids allemands avec des puissantes tentatives de débarquement sur la côte anglaise ou une répétition avec des bateaux et des barges au large des côtes françaises et que les Britanniques avaient donné aux Allemands du fil à retordre. Les informations parvenant de Suisse et de France étaient que de nombreuses barges et navires allemands avaient été détruits et qu’un nombre considérable de troupes allemandes s’étaient noyées; également que les Britanniques utilisaient un nouveau type de torpille sans fil (une invention suisse, d’après les Suisses) qui propageait du pétrole enflammé sur l'eau et brûlait les barges. Ces cas de brûlures à la gare ce matin laissaient penser à cela. »
Le lendemain, Shirer entendit parler d'autres trains chargés de soldats blessés. Une explication plausible de ces blessés est qu'ils avaient été blessés par les raids de bombardement de la RAF sur les ports d'embarquement. Ces raids avaient certainement lieu mais il semble qu'ils étaient généralement assez inefficaces et qu’aucune trace de pertes allemandes importantes ne fut enregistrée. Il semble probable que la machine à rumeurs gonfla les pertes légères jusqu’à des proportions à conséquence stratégique.
Les Britanniques s’organisèrent de mieux en mieux. Un système fut mis en place pour recueillir des suggestions pour inspirer des rumeurs, ces suggestions, qui devinrent connues sous le nom SIBS (du latin sibilare, siffler, chuchoter). Les SIBS furent passées au crible lors de réunions hebdomadaires afin qu'ils puissent présenter un message cohérent et veiller à ce que les rumeurs ridiculement improbables ou trop fidèles ne filtrassent pas par inadvertance. De nouveaux SIBS incluaient « des tentatives d'invasion à petite échelle avaient été lancées et défaites avec des pertes dévastatrices. En fait, aucun survivant n’était en vie pour le raconter. Des milliers de cadavres allemands flottants furent rejetés sur le rivage ». Et « Les populations de pêcheurs de la côte ouest du Danemark et de la côte sud de la Norvège vendaient du poisson, mais ne le mangeaient pas. La raison en était qu'il y avait un grand nombre de cadavres allemands qui servaient de nourriture aux poissons. Il y eut même des cas de lambeaux de vêtements et de boutons, etc. qui furent retrouvés à l'intérieur de poissons ».
L'histoire de la mer en feu fut renforcée plus tard. En octobre, la RAF largua des tracts contenant des expressions pratiques pour les visiteurs du Royaume-Uni en allemand, français et néerlandais. Les phrases incluaient « la mer a une odeur d'essence ici », « la mer brûle même ici », « regardez comment le capitaine brûle », « Karl/Willi/Fritz/Johann/Abraham: incinéré/noyé/haché par les hélices ! ». Comme Hayward l’expliqua, ces tracts servaient tout simplement pour renforcer les rumeurs d'une tentative d'invasion ratée qui avaient été diffusées dans le monde entier à partir de fin septembre. La propagande originale mélangea des événements à la fois réels et imaginaires et les rumeurs se répandirent. Bien sûr, le commandement allemand savait que ces rumeurs étaient fausses; le véritable objectif de la propagande était les hommes qui pourraient effectivement être appelés à tenter un débarquement en Angleterre. Berlin se sentit obligé de nier officiellement ces rumeurs:
« PERTES DANS LA MANCHE ERRONÉES : Berlin, 25 septembre (AP) – Des sources allemandes autorisés déclarèrent aujourd'hui qu'il n'y avait aucune vérité dans les rapports disant que des milliers de cadavres de soldats allemands avaient été rejetés sur le rivage le long de la Manche, et que, ces contes étaient une indication d'une situation qui oblige les Britanniques à répandre de tels stupides mensonges. »
Inévitablement, l'histoire fit son chemin en retour au Royaume-Uni. La publication du contenu des tracts de propagande largués par la RAF fut interdite et d'autres histoires comme une déclaration officielle du Service d'information des Français libres via le ministère de l'information disant que « 30 000 Allemands s’[étaient] noyés dans une tentative d'embarquement en septembre dernier » furent supprimées. Des comptes rendus expressifs et plausibles d'une invasion déjouée furent publiés dans les journaux américains, et les rumeurs répandues en Grande-Bretagne et se révélèrent persistantes. Des questions furent même posées au parlement. Écrivant juste après la guerre, le chef de la censure de la presse, le contre-amiral George Pirie Thomson (en) déclara que «... dans tout le cours de la guerre il n'y avait pas d'histoire qui m'ait donné tant de peine que celle de la tentative d’invasion allemande, du pétrole en feu sur l’eau et des 30 000 Allemands brulés ».
Le 7 septembre 1940, la bataille d'Angleterre faisait toujours rage, mais la Force aérienne allemande (Luftwaffe) changea de tactique et commença à bombarder Londres. Avec l'accumulation des péniches d'invasion et les marées favorables, les autorités étaient convaincues que l'invasion était imminente, le mot de code Cromwell fut passé à l’armée de terre et à la force territoriale,. Le mot de code avait pour seul but d'indiquer une invasion imminente, mais avec une nation sur les nerfs et un certain nombre de membres de la Home Guard pas totalement informés, certains crurent que l'invasion avait commencé et cela causa une grande confusion. Dans certaines régions, les cloches des églises sonnèrent à la réception du mot de code même si cela ne devait se produire que lorsque les envahisseurs arriveraient à proximité. Les barrages routiers furent mis en place, certains ponts détruits et des mines terrestres placées sur certaines routes (tuant 3 officiers de la Home Guard). Les unités de la Home Guard cherchèrent des péniches d'invasion sur les plages et scrutèrent le ciel pour trouver des parachutistes allemands, mais rien ne vint. Le souvenir collectif de ces événements fit beaucoup pour renforcer l'idée que des tentatives de débarquement avaient, en fait, eu lieu.
Le mensonge de la mer brûlant fournit aux Britanniques leur première grande victoire de propagande noire. L'irrésistible histoire est susceptible d'être la base d'un certain nombre de mythes d'invasion qui circulèrent pendant le reste du XXe siècle : Que les Allemands tentèrent une invasion qui avait été contrecarrée par l'utilisation de bombes mettant le feu à la mer. La plus persistante de ces histoires devint connue comme le mystère de Shingle Street, dont le nom vient d’une rue d'un village isolé sur la côte du Suffolk.

### Barrage de flammes

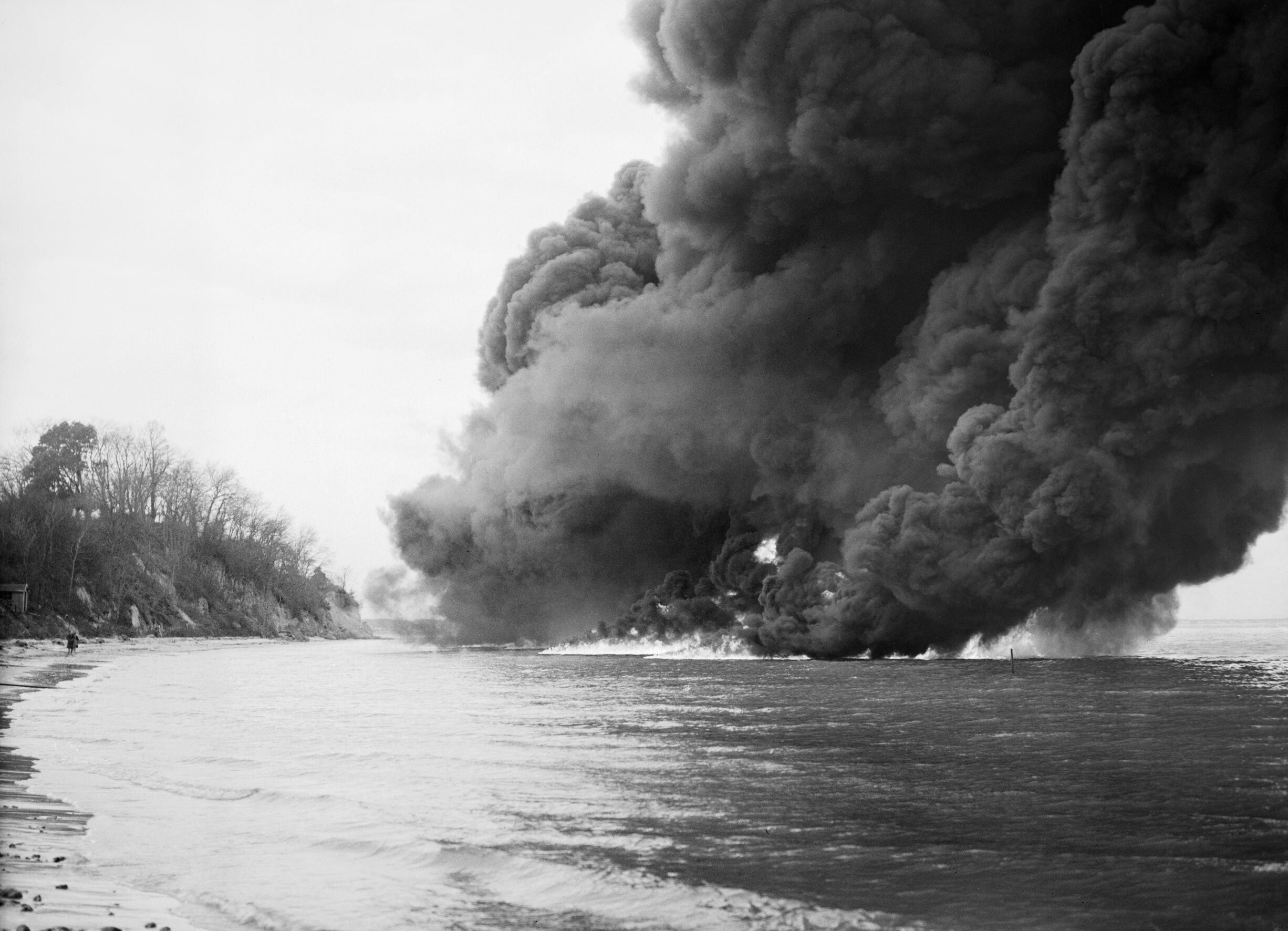
Une démonstration de barrage de flammes sur la mer dans la baie de Studland, dans le Dorset

La propagande mise à part, les efforts du PWD étaient bien réels : ils continuèrent des essais pour mettre le feu sur la mer. Bien que les tests initiaux fussent décourageants, Geoffrey Lloyd était réticent à renoncer. Les 24 août 1940, sur la rive nord du Solent, près de Titchfield (en), du pétrole fut déversé via des tuyaux depuis dix wagons-citernes d’une falaise de 10 m de haut. Il tomba dans la mer à raison d'environ 12 tonnes par heure. Devant de nombreux spectateurs, le pétrole fut mis à feu par des fusées éclairantes et un système de pastilles de sodium et d'essence. En l’espace de quelques secondes, un mur de flammes fit rage. La chaleur intense porta l'eau à ébullition et les gens au bord de la falaise furent obligés de battre en retraite. La démonstration avait été très théâtrale, mais elle ne fut pas un franc succès parce que les circonstances étaient incroyablement favorables. Dans les eaux abritées de la Solent, la mer réchauffée par le soleil était calme et les vents faibles. Une longue série d’essais se poursuivit avec de nombreux revers, dans un cas, les tuyaux attachés aux échafaudages de l’amirauté (des échafaudages placés sur le fond de la mer constituant une barrière anti-char) furent arrachées lors d’une tempête. Une autre fois, des sapeurs sautèrent sur des mines placées sur la plage. Il fut établi que l'efficacité du dispositif dépendait fortement des conditions de mer ; de faibles températures rendaient la mise à feu plus difficile et les vagues fragmentaient rapidement la nappe de pétrole en de petits morceaux inefficaces.
Le 20 décembre 1940, les maréchaux Alexander et Montgomery et de nombreux autres officiers supérieurs se réunirent pour assister à un essai. Le résultat fut non convaincant avec seulement quelques petites flaques de pétrole, battues par le ressac, brûlantes. Le froid, le temps nuageux correspondait parfaitement au pessimisme ambiant; Banks décrit ce jour comme le Jeudi noir dans les annales du Petroleum Warfare Department.
Le général Alexander était compatissant avec les problèmes du PWD et suggéra que les tuyaux fussent déplacés vers un point situé juste au-dessus de la marée haute, et après plusieurs mois de travaux supplémentaires cela s’avérait être la solution, le pétrole pulvérisé brûlait plus plutôt sur que dans l'eau. Le 24 février 1941, les chefs d’état major, qui comprenaient le général Brooke, visionnèrent des films des expériences récentes et approuvèrent l'installation d’un barrage de flamme de 80 kilomètres de long : 40 sur la côte sud-est, 25 sur la côte orientale et quinze sur la côte sud.
Bien que Geoffrey Lloyd, secrétaire au Pétrole, était enthousiaste, le général Brooke était, à la réflexion, pas convaincu de son efficacité. Les principales objections de Brooke étaient que l'arme était dépendante de vents favorables, qu’elle créait un écran de fumée qui pouvait favoriser l'ennemi et qu'elle était très vulnérable aux bombardements et aux tirs d'obus; et qu’en tout cas, elle ne pouvait servir que durant une courte durée. Les ressources nécessaires étaient considérables et il y avait une grave pénurie de matériaux. Le manque de soutien des autorités et des demandes concurrentes pour les fournitures firent que les objectifs furent réduits à 50 kilomètres de barrage, puis à 24 puis à moins de 16. Selon Banks : "Cette défense incendiaire fut, en fin de compte, achevé à Deal entre Kingsdown et Sandwich, dans la baie de St. Margaret, à Shakespeare Cliff et près du tunnel ferroviaire de Douvres, à Rye où un remarquable système de contrôle à distance à travers les marais fut installé, et dans la baie de Studland. En Galles du Sud, de longues sections furent installées au moment où la menace aérienne sur l’Irlande était forte et imminente, et des sections à Wick et à Thurso, mais celles-ci ne furent jamais achevées. À Porthcurno, où d’importants câbles transatlantiques (en) aboutissaient, une section alimentée par gravité fut mise en place en tant que mesure de sécurité contre les raids.

## Lance-flammes portatifs
Durant la Première Guerre mondiale, les Britanniques avaient développé des lance-flammes. Banks avaient vu le lance-flammes Livens utilisé dans la Somme en juillet 1916. Un grand lance-flammes avait aussi été installé sur le HMS Vindictive (en) et utilisé dans le raid sur Zeebruges. Des lance-flammes portables avaient également été conçus, mais la guerre avait pris fin avant qu'ils ne pussent être pleinement employés. Le développement cessa et les registres de travail furent perdus.
Les travaux de développement redémarrent en 1939 au Département de la recherche du ministère nouvellement formé des Fournitures à Woolwich et la plupart des problèmes techniques de base furent étudiés tels que la conception des vannes et des buses, le problème de l'allumage et des combustibles et des propulseurs. Indépendamment, le commandant Marsden travaillait sur des lance-flammes portatifs pour l'armée. Son travail finalement aboutit au lance-flammes semi-portable "Harvey" et au lance-flammes en sac à dos "Marsden". Pendant ce temps, le PWD développait le lance-flammes de la Home Guard, une arme rapidement improvisée.

### Lance-flammes de la Home Guard
Le dénommé lance-flammes de la Home Guard n’était pas un lance-flammes au sens conventionnel du terme, mais un petit piège incendiaire semi-mobile.
À partir de septembre 1940, 300 unités de la Home Guard reçurent un kit de pièces fournies par le PWD: un baril de 230  à   300 l, 30 mètres de tuyau, une pompe à main, des éléments de plomberie pour connecter le tout et un ensemble d'instructions pour la mise en œuvre,. Le baril était placé sur un charriot à bras qui était fabriqué localement à partir de poutres de bois et monté sur un essieu de récupération de voiture. La buse et la pique pour le fixer dans le sol étaient de construction simple à partir de sections de tuyau de gaz de diamètre de 3/4 de pouce avec une boite de conserve utilisée placée à l’extrémité pour récupérer les gouttes de carburant qui maintiendraient une flamme lorsque la pression chuterait. Une fois terminée, l'arme était remplie d'un mélange 40/60 obtenu localement.
Le lance-flammes de la Home Gard était assez léger pour être déplacé sur roues le long des routes et, éventuellement, dans les champs à l'endroit où il était nécessaire, par son équipage de cinq à six hommes. Il serait utilisé dans le cadre d'une embuscade en appui à des cocktails Molotov et toutes autres armes disponibles. La pompe était opérée à la main et donnait une flamme de 18 m de long, mais seulement pendant environ deux minutes en fonctionnement continu,.

### Lance-flammes Harvey
Le lance-flammes Harvey fut présenté en août 1940, il était principalement fabriqué à partir de pièces facilement disponibles tels que des roues d'équipements agricoles et de bouteilles d'air comprimé disponibles dans le commerce. Il était composé d'un cylindre en acier soudé contenant 1000 l de créosote et une bouteille standard d’azote comprimé à 120 bar montées sur un diable du même type que les porteurs des gares de chemin de fer pouvait utiliser. Un tuyau armé de 7,6 m assurait la connexion à une lance de 1,2 m de long dotée d’une buse. Des déchets de coton imbibés de kérosène étaient mis à feu pour fournir une source d'inflammation. En fonctionnement, la pression dans le réservoir de carburant s’élevait à environ 6,9 bar provoquant l’éjection du bouchon de la buse et d'un jet de carburant pendant environ 10 secondes sur une distance allant jusqu'à 18 m. Comme le lance-flammes de la Home Guard, il était une arme d'embuscade, mais dans ce cas, l'opérateur dirigeant les flammes en déplaçant la lance au travers d’un trou dans un mur de briques servant de protection contre les balles,,.

### Lance-flammes Marsden
Le lance-flammes Marsden, probablement présenté autour de juin 1941, comprend un sac à dos avec un réservoir de 18 l de carburant pressurisé à 28 bar par de l'azote gazeux comprimé. Le sac à dos était relié à un "pistolet" à l'aide d'un tube souple et l'arme était commandée par un simple levier. L'arme pouvait procurer des flammes pendant 12 secondes divisées en un certain nombre de jets individuels. Le lance-flammes Marsden était lourd et encombrant. 1 500 exemplaires furent produits mais peu furent distribués.
Ni le Harvey, ni le Marsden n’était populaires dans l'armée de terre; les deux finirent dans la Home Guard. Le Marsden fut remplacé en 1943 par le lance-flammes portable n°2 qui devint connu sous le nom de lance-flammes "bouée de sauvetage" du fait du réservoir de carburant en forme d'anneau.

## Lance-flammes monté sur véhicules
Le PWD réunit et supervisa un certain nombre de développements, d’ailleurs indépendants, de lance-flammes montés sur des véhicules. Le premier résultat de ces travaux fut un prototype de Cockatrice qui fut essayé en août 1940.

### Cockatrice

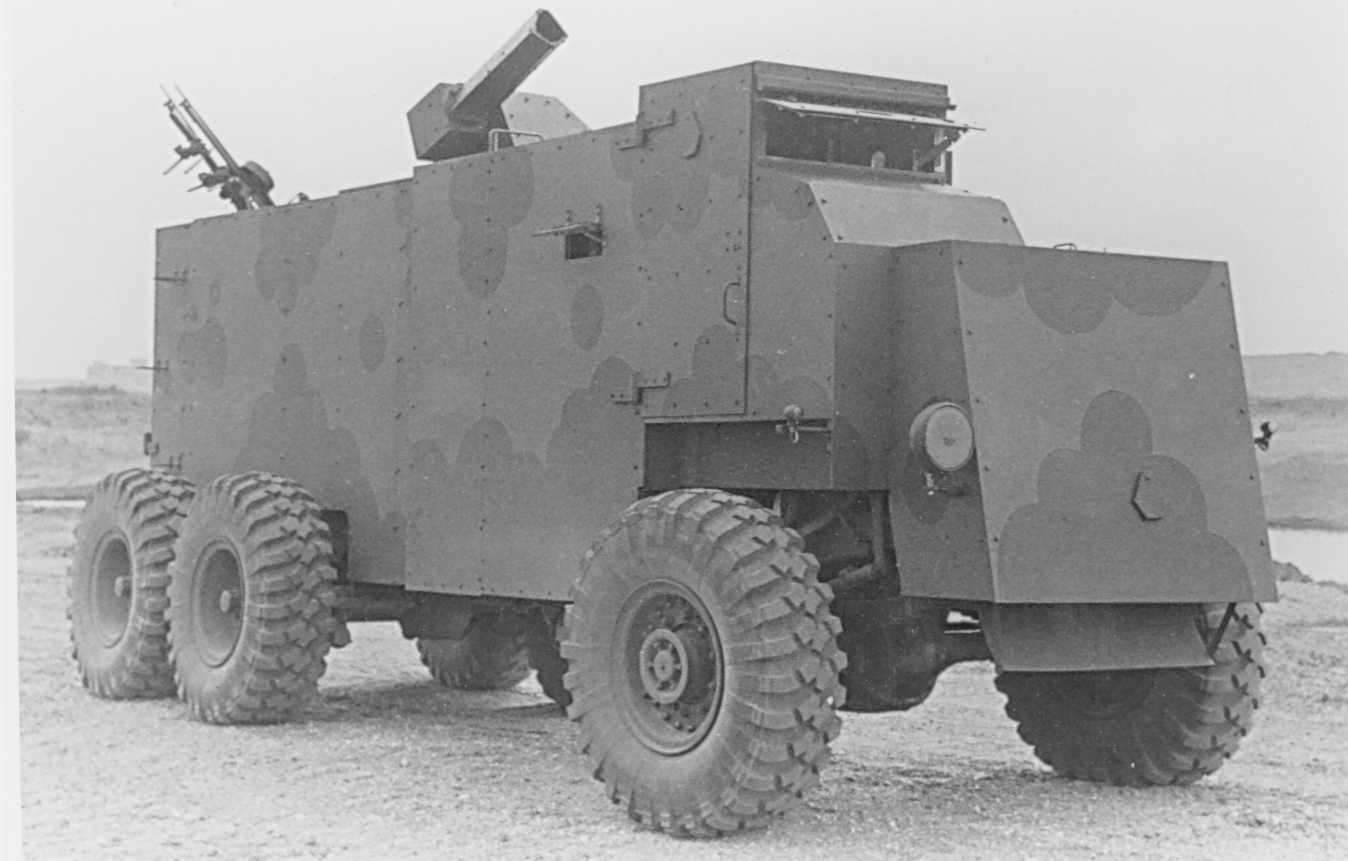
La Cockatrice lourde Mk I A

Reginald P. Fraser de l'Imperial College London de l'Université de Londres, qui était aussi un des directeurs de la société Lagonda, développa un lance-flammes annulaire qui projetait de l'essence avec autour une couche externe de carburant épais. Il pensait que cela permettrait de réduire le risque de flammes remontant vers le réservoir de carburant parce que, comme l'oxygène n’était pas présent dans ce cas, cela ne pouvait pas arriver. Avec l'encouragement du PWD, Fraser produisit et essaya un prototype à Snoddington Furze (en) en août 1940. Fraser poursuivit et obtint un véhicule expérimental assemblé par Lagonda sur un châssis de camion Commer. Une essai du véhicule Lagonda eut lieu sur le site d'essai du PWD à Moody Down Farm près de Winchester. Y assistèrent Nevil Shute Norway et le lieutenant Jack Cooke de la Direction au Développement des armes diverses (en) de l'Amirauté. Norway se rappela plus tard que « c’était un appareil terrifiant... [Il] tirait un mélange de gazole et de goudron et avait une portée d'environ 90 mètres. Il générait une flamme 9 mètres de diamètre et consommait 30 litres de carburant par seconde... Lorsqu’il était montré aux amiraux et aux généraux, ils étaient habituellement consternés et horrifiés... ».
Norway comprit que des troupes aéroportées d'invasion atterrissant sur un aérodrome aurait besoin d'environ une minute après l’atterrissage pour préparer leur équipement, temps durant lequel ils seraient extrêmement vulnérables. Un lance-flammes monté sur un véhicule qui pourrait être déplacé à grande vitesse pourrait envelopper l'ennemi par le feu avant que le véhicule ne fut détruit. Cooke travailla sur le problème et le résultat fut Cockatrice. Elle disposait d’une arme tournante avec une élévation de 90 degrés et une portée d'environ 90 m, stockait environ deux tonnes de carburant, et utilisait du monoxyde de carbone comprimé comme propulseur. La variante Light Cockatrice était basée sur un véhicule blindé Bedford QL (en) avec un lance-flammes. Soixante exemplaires de cette version furent commandés pour la protection des bases aéronavales. La Cockatrice lourde était basée sur le châssis 6x6, plus grand, d’AEC Matador, déjà en service dans la RAF comme camion-citerne. Six unités furent construites pour la défense des aérodromes de la RAF. Si on excepte le fait de disposer un plus grand réservoir de carburant, la Cockatrice lourde était pour l’essentiel identique à la version légère. L'armée de terre montra peu d'intérêt pour Cockatrice et il ne fut jamais produit en série.
Le véhicule Cockatrice pesait plus de douze tonnes et était très difficile à stopper brusquement. Lors d’un incident notable, de retour d’un essai, alors qu’il prenait un virage, un conducteur trouva son chemin bloqué par une barrière temporaire. Dans l’impossibilité de s'arrêter, le conducteur enfonça le barrage et les soldats qui gardaient la barrière ouvrirent le feu. Furieux, l'équipage de Cockatrice riposta avec un jet de flammes créant « quelques instants mouvementées ».
Le lance-flammes Cocatrice fut également déployé sur un certain nombre de petits navires. Les pilotes allemands avaient l'habitude d'attaquer les navires côtiers, volant très bas dans l’espoir d'éviter d’être détecté et lâchant leurs bombes avant de survoler le navire à la hauteur du mât. Norway pensait qu’un lance-flammes vertical pourrait décourager de telles attaques. Un essai avec un lance-flammes similaire à Cocatrice, à bord de La Patrie, fut mené. La longueur de la flamme fut portée par la chaleur produite si bien que la colonne de feu atteignit 90 m de haut. Un pilote devait effectuer des attaques fictives, volant plus en plus près à chaque passage et mit finalement son bout d'aile pratiquement dans la flamme. Norway était découragé de constater que le pilote n'avait pas été découragé par les flammes, mais le pilote avait été averti de ce qui l’attendait. Plus tard, lors d’un essai avec un pilote qui n'avait pas été informé de l'arme incendiaire, Norway fut consterné de voir qu'il avait volé avec une aile à demi dans les flammes. Il apparut que ce pilote avait travaillé pour une société de cascades et avait conduit des voitures « à travers des plaques de verre et des murs de feu ». Malgré ces résultats décevants, le lance-flammes fut installé sur un certain nombre de navires côtiers. Bien qu’apparemment il était incapable d’infliger de réels dégâts, les sources de renseignement indiquèrent que la hauteur des attaques avait augmenté bien au-dessus de 60 m.
L'Amirauté commanda également une version de Cocatrice qui pourrait être extrait d'un camion et monté sur un engin de débarquement et d’assaut (appelé Landing Craft Assault (Flame Thrower) or LCA(FT)),. Cet engin ne semble pas jamais avoir été utilisé au combat. Un successeur à Cocatrice appelé Basilisk fut conçu avec pour but l'amélioration des performances de franchissement tout terrain et destiné à être utilisé avec des régiments de véhicules blindés, mais il ne fut pas adopté et un seul prototype fut produit.

### Ronson

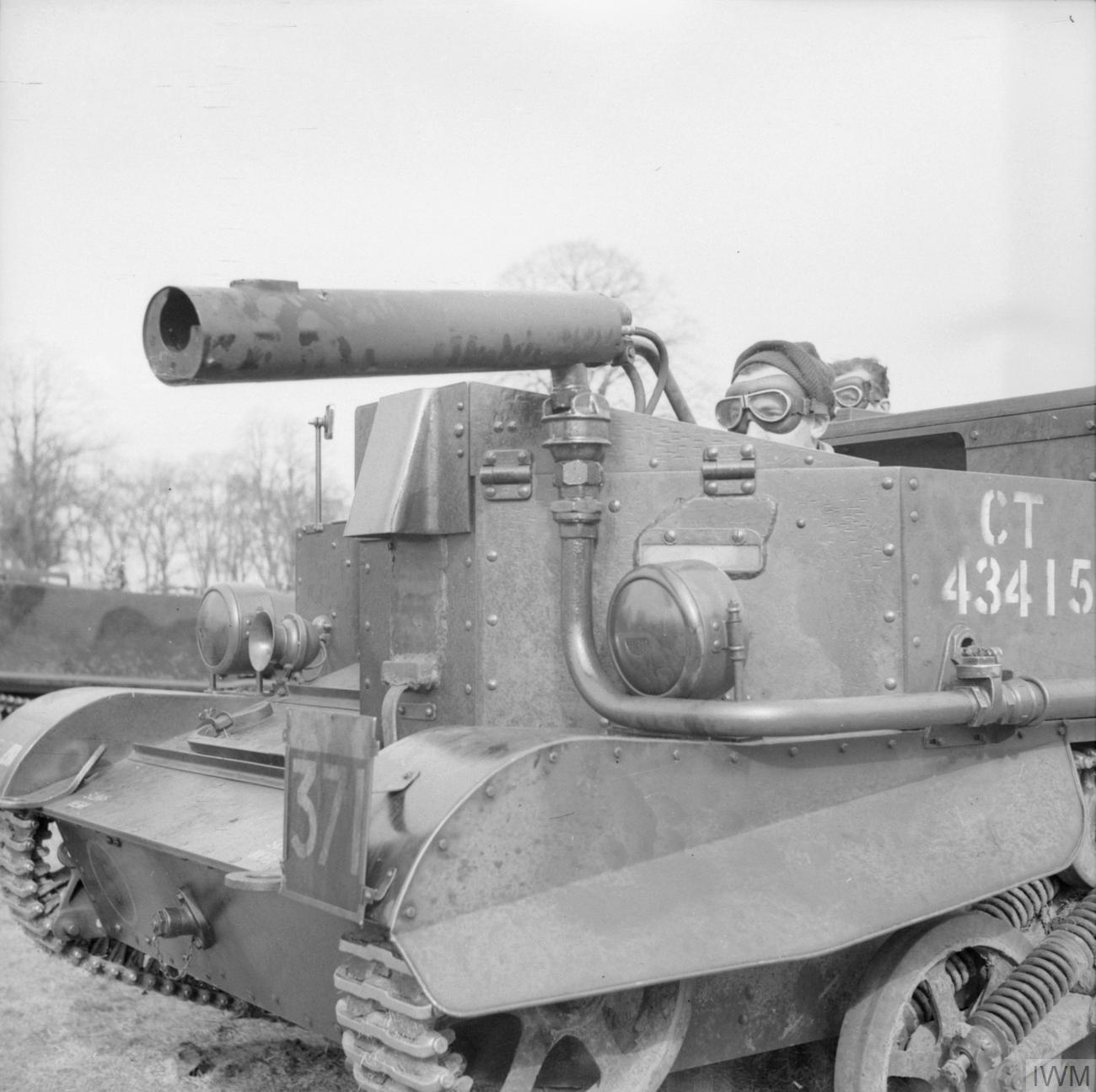
Vue de près d'un lance-flammes monté sur un Universal carrier, lors d’un essai d'armes incendiaires en Écosse, en mars 1942.

Le premier lance-flammes britannique embarqué sur un véhicule pour une utilisation régulière dans l'armée de terre fut développé en 1940 par le PWD alors tout nouvellement créé. Ce lance-flammes fut connu sous le nom de Ronson d’après le fabricant de briquets éponyme (en), connu pour ses briquets élégants et fiables. Fraser développa le Ronson à partir des prototypes originaux de Cockatrice.
Le Ronson était monté sur un Universal Carrier qui était un véhicule à chenilles surmonté d’une caisse ouverte, légèrement blindé construit par Vickers-Armstrongs. Le Ronson avait des réservoirs de carburant et de gaz comprimés montés à l'arrière du véhicule. L'armée britannique le recala pour plusieurs raisons, et plus particulièrement car elle exigeait une plus grande portée.
Au début d'août, le cahier des charges fut terminé et remis entre les mains de Logondas, et en novembre, le programme se déroulait à grande vitesse et sans grand contrôle dans les Moody Downs, les Canadiens le conduisant à la manière des cowboys. La fougue de la Ronson Cavalry comme ils se surnommaient eux-mêmes était particulièrement inspirante. Par la suite, ils le transportèrent de l'autre côté de la Manche, imitant leurs pères de la cavalerie légère du Canada de 1918 lors de nombreux combats violents aux Pays-Bas "
Le lieutenant-général Andrew McNaughton, commandant des forces canadiennes en Grande-Bretagne, était un officier plein d'imagination pour de potentielles nouvelles armes. Il joua un rôle important dans le développement de lance-flammes et commanda 1 300 Ronsons de sa propre initiative. Finalement, les Canadiens ont développé le Wasp Mk IIC (voir ci-dessous) qui devint le modèle préféré.
Le Ronson était également lié au char Churchill. Fraser affirma qu’un char était préférable à l’Universal carrier comme monture pour un lance-flammes, car il était de loin moins vulnérable. Un char Churchill MkII fut modifié pour en faire un prototype le 24 mars 1942. Il disposait d’une paire de lance-flammes Ronson, un de chaque côté de l'avant de la coque. Ils ne pouvaient pas être orientés, sauf en déplaçant l'ensemble du véhicule. Le carburant était contenu dans deux conteneurs en saillie à l'arrière du véhicule. Le major J.M. Oke contribua à la conception, suggérant notamment que le carburant soit placé dans le réservoir de carburant de réserve, un équipement standard légèrement blindé disponible sur le char Churchill. La conception fut modifiée pour la ramener à un lance-flammes unique et devint connu comme le Churchill Oke. Trois Churchill Oke furent inclus dans les chars en support du raid de Dieppe, mais n'eurent pas à utiliser leurs lance-flammes durant le combat.
Grâce aux Canadiens, les États-Unis apprirent l’existence du Ronson. Plus tard, ils développèrent son utilisation en remplacement du canon principal du char M3A1 obsolète, une arme qui fut baptisée Satan. Plus tard, d'autres modèles de la M3 Stuart furent équipés de lance-flammes semblables à côté de l'armement principal. Satan et d’autres connaîtraient le combat dans la guerre du Pacifique et au cours de l'opération Overlord.

### Wasp

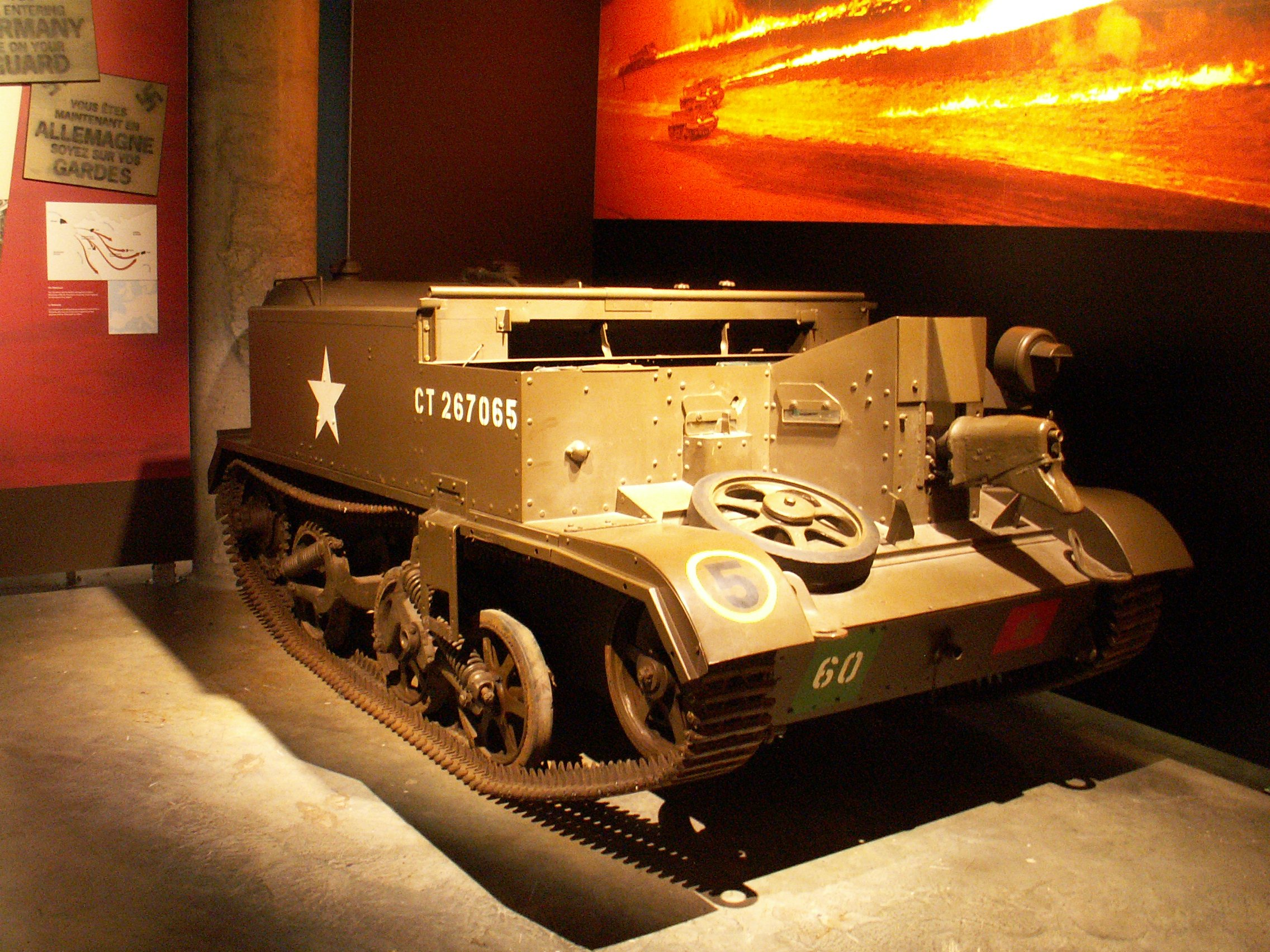
Le Wasp Mk IIC, variante de l'Universal Carrier britannique équipée d’un lance-flammes. À noter, le réservoir de carburant installé à l'arrière et le lance-flammes à la place de la mitrailleuse avant.

En 1942, le PWD avait développé le lance-flammes Ronson de sorte que la portée atteignent 70  à   90 m. En septembre 1942, cet appareil amélioré fut mis en production sous le nom de Wasp Mk I. Une commande de 1 000 exemplaires fut lancée et l’ensemble du lot fut livré en novembre 1943. Le Wasp Mk I avait deux réservoirs de carburant, situés à l'intérieur de la coque du porteur, et utilisait une grande lance de projection qui était montée sur le dessus du porteur. Toutefois, le Mk I fut immédiatement dépassé par le développement du Wasp Mk II, qui disposait d'une lance de projection beaucoup plus maniable, montée à l'avant du porteur en lieu et place de la mitrailleuse. Bien qu'il n'y ait pas d'amélioration de la portée, cette nouvelle version était plus efficace facilitant la visée et étant beaucoup plus sûre à utiliser.
Le Wasp Mk II connut son baptême du feu lors des combats en Normandie en juillet 1944. Les Wasps furent utilisés principalement en appui des opérations d'infanterie alors que le Crocodile était utilisé avec des formations blindées. C’étaient des armes extrêmement efficaces, redoutés par les Allemands qui craignaient leurs effets. En raison de la crainte de ces lance-flammes, l’opposition de l’infanterie cessait souvent quand les Wasps apparaissaient.
Il ne fallut pas longtemps avant que les Wasp Mk II ne furent rejoints par une nouvelle variante, celle-ci développée par les Canadiens et nommée Mk IIC. Les Canadiens avaient estimé que consacrer un Universal Carrier exclusivement au rôle de lance-flammes était inefficace et ils avaient redessiné le Wasp sorte que l'Universal Carrier puisse également fonctionner de façon normale. Ceci fut réalisé en supprimant les réservoirs de carburant internes et en les remplaçant par un seul réservoir placé à l'extérieur, à l'arrière du véhicule. Cela permit d’accroître l’espace disponible à l’intérieur permettant à un troisième membre d'équipage d‘actionner une mitrailleuse légère. Ainsi, le Mk IIC était tactiquement beaucoup plus souple et il devint progressivement la version préférée,. En juin 1944, toute la production de Wasp fut réorientée vers le Mk IIC et les MK II existants furent modifiés pour les porter à ce standard.
L'expérience démontra la nécessité d’un blindage frontal beaucoup plus important et plusieurs Wasp Mk CII furent équipés d'un blindage plastique (en) additionnel sur les plaques frontales.

### Valentine

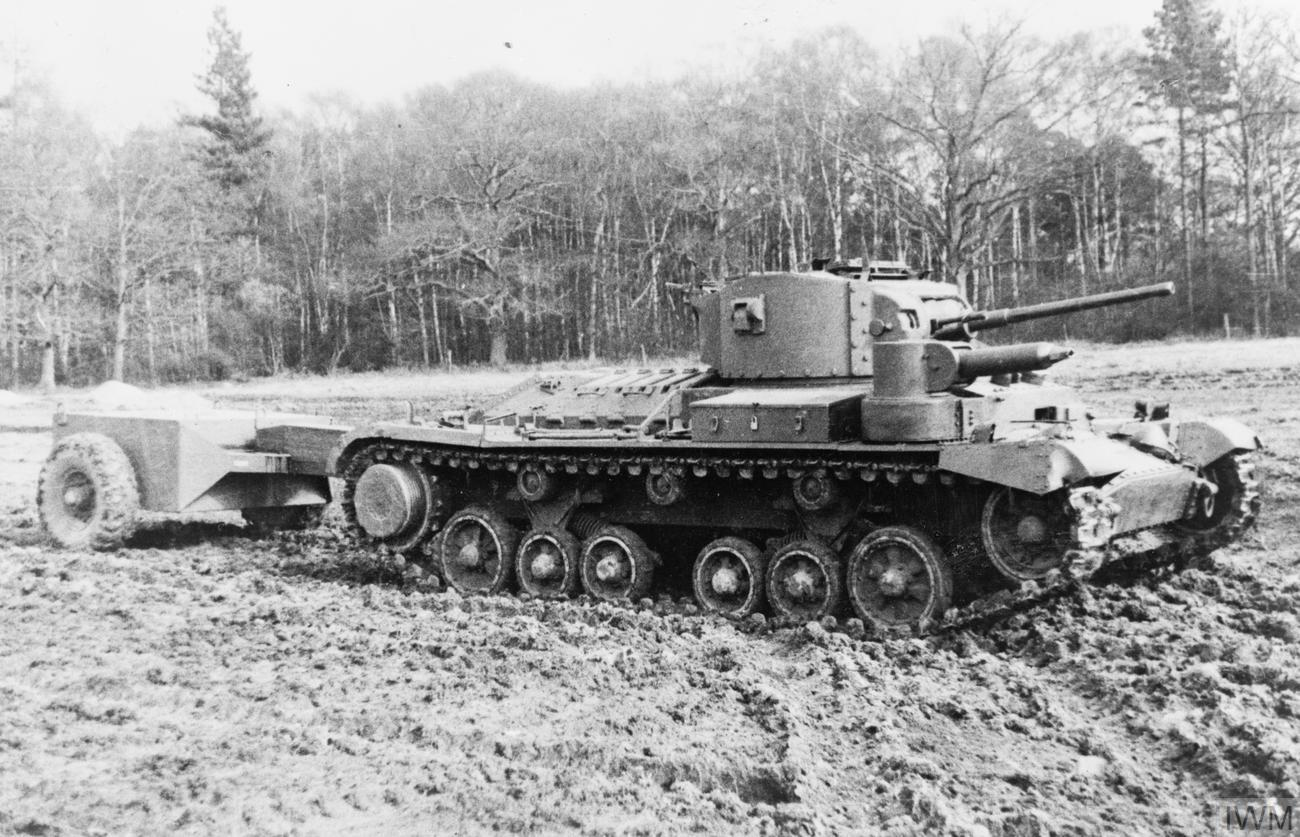
Valentine lance-flammes (mettant en œuvre de la cordite)

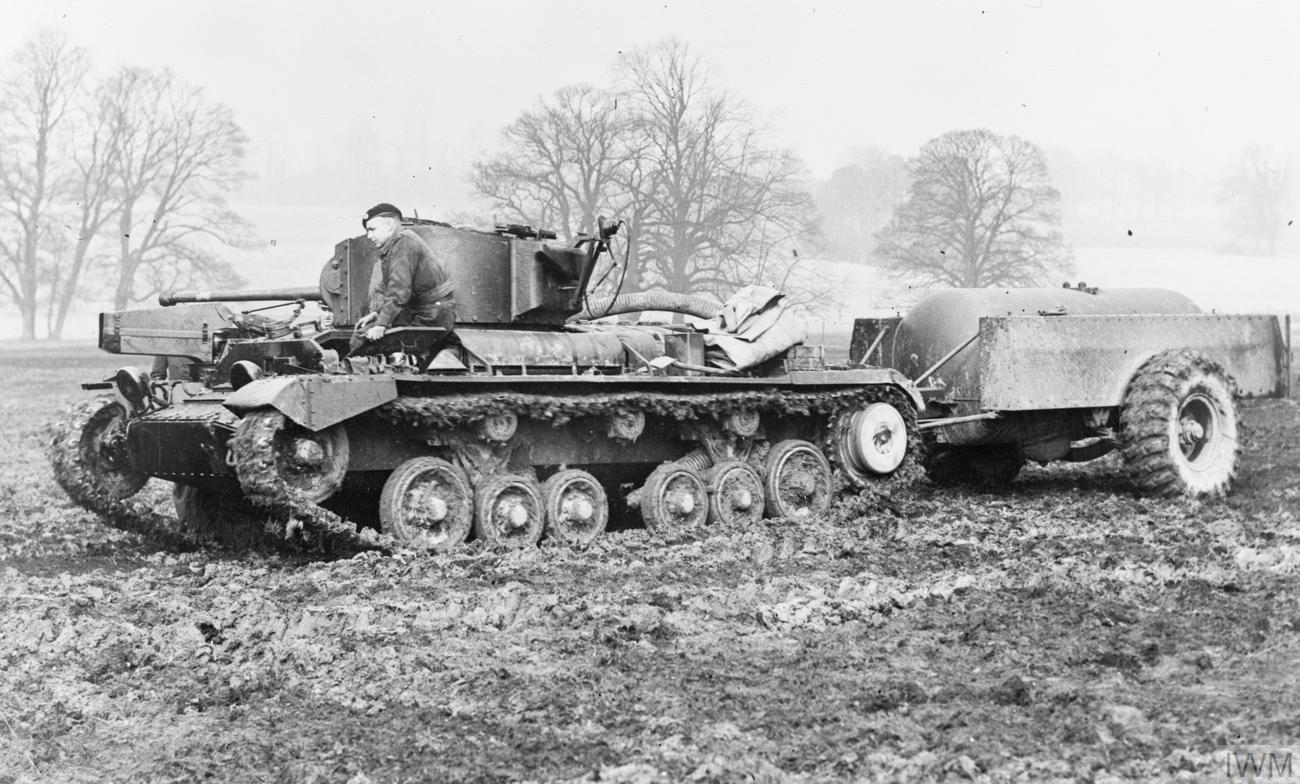
Valentine lance-flammes (fonctionnant au gaz)

George John Rackham, un ex-officier du corps des blindés et un concepteur de char, qui était un concepteur de bus à l’Associated Equipment Company (AEC), développa un lance-flammes qui devint connu comme l’Unité de pompage lourde (Heavy Pump Unit). Une version était constituée d’une pompe Worthington-Simpson (en) entraînée par un moteur Rolls-Royce Kestrel et une autre mettait en œuvre une pompe Mather et Platt actionnée par un moteur Napier Lion. Projetant du liquide à un débit de 3 400 litres par minute. Il produisait un jet de flamme impressionnant. L’Unité de pompage lourde était montée sur un châssis 6 × 6 AEC et il y avait aussi une petite lance de projection sur un chariot à deux roues qui pourrait être remorqué puis manœuvré par l'équipage aussi loin que la longueur du tuyau le permettait.
Le secrétaire d'État à la Guerre, Lord Margesson assista à un essai de l’Unité de pompage lourde sur les pelouses autour du château de Leeds dans le Kent. Peu de temps après, le général Alec Richardson, directeur des véhicules de combat blindés et le War Office assistèrent à un essai similaire, si bien que le PWD reçut rapidement une demande pour une arme similaire monté sur un char.
Les travaux commencèrent sur deux prototypes basés sur le char Valentine. Sur les deux, le combustible était stocké dans une remorque, mais chacun employait un système différent pour générer le gaz sous pression nécessaire pour projeter le liquide incendiaire. Le système produit par le ministère des Approvisionnements (en) utilisait les gaz de charges de cordite à combustion lente qui produisaient une pression de 1 800 kPa et donnait à l’engin une portée d’environ 70 m. Ce système avait une lance de projection montée dans un petit tourelleau qui permettait le pointage de la lance.
L'autre prototype, produit par le PWD utilisait de l'hydrogène comprimé pour disposer de 2 100 kPa de pression permettant une portée de presque 80 m. Cette version semble avoir été relativement peu développée, nécessitant que l'ensemble du véhicule se meuve pour viser. Malgré cela, le prototype du PWD remporta la compétition,. Son principal avantage est que la pression de gaz était constante, permettant, si nécessaire, une décharge continue ; alors que le prototype du ministère des Approvisionnements devait attendre, entre deux jets, que la cordite remonte le niveau de pression des gaz. Les deux équipes de développement furent regroupées sous l’autorité du PWD.

### Churchill Crocodile

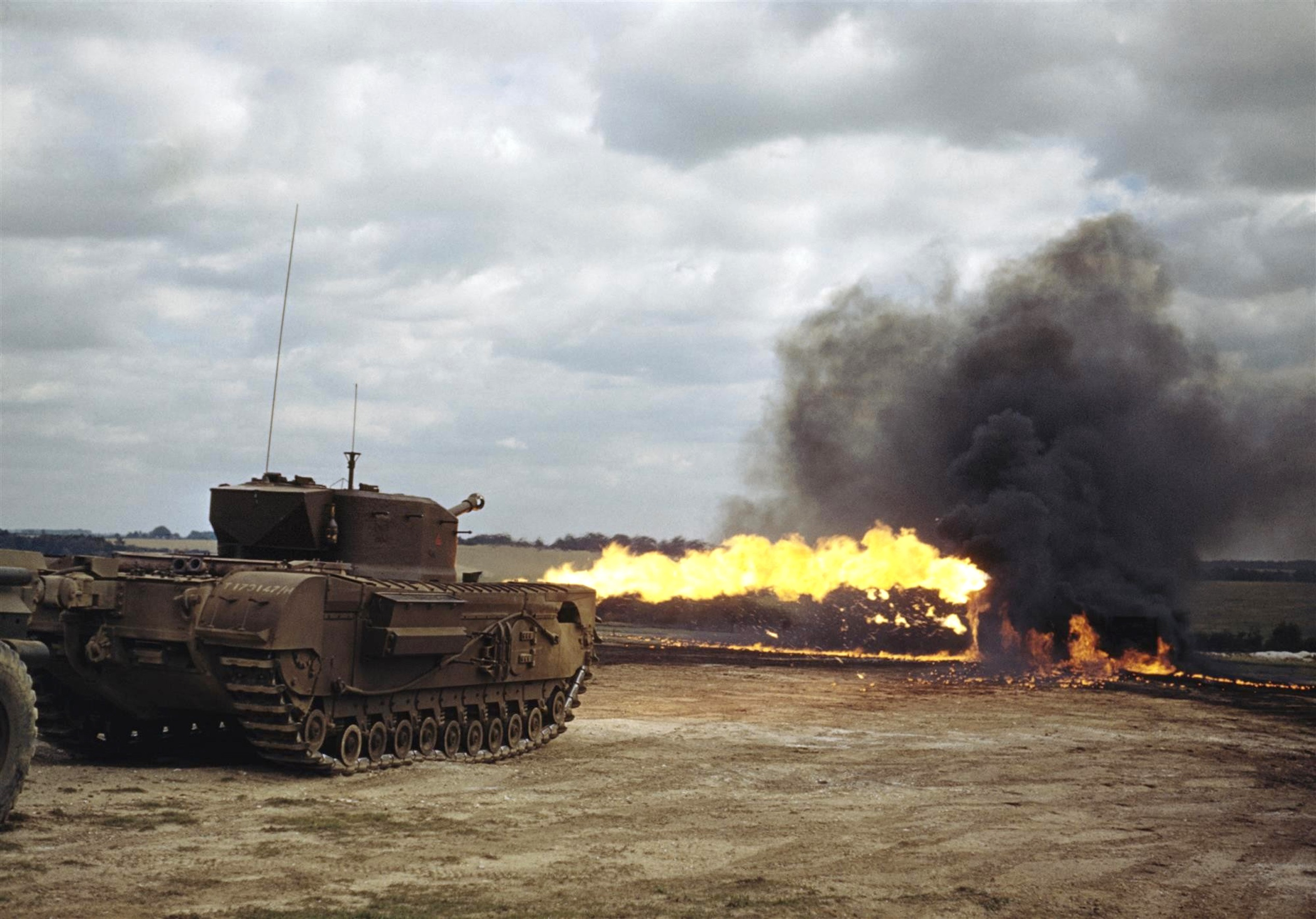
Le Crocodile

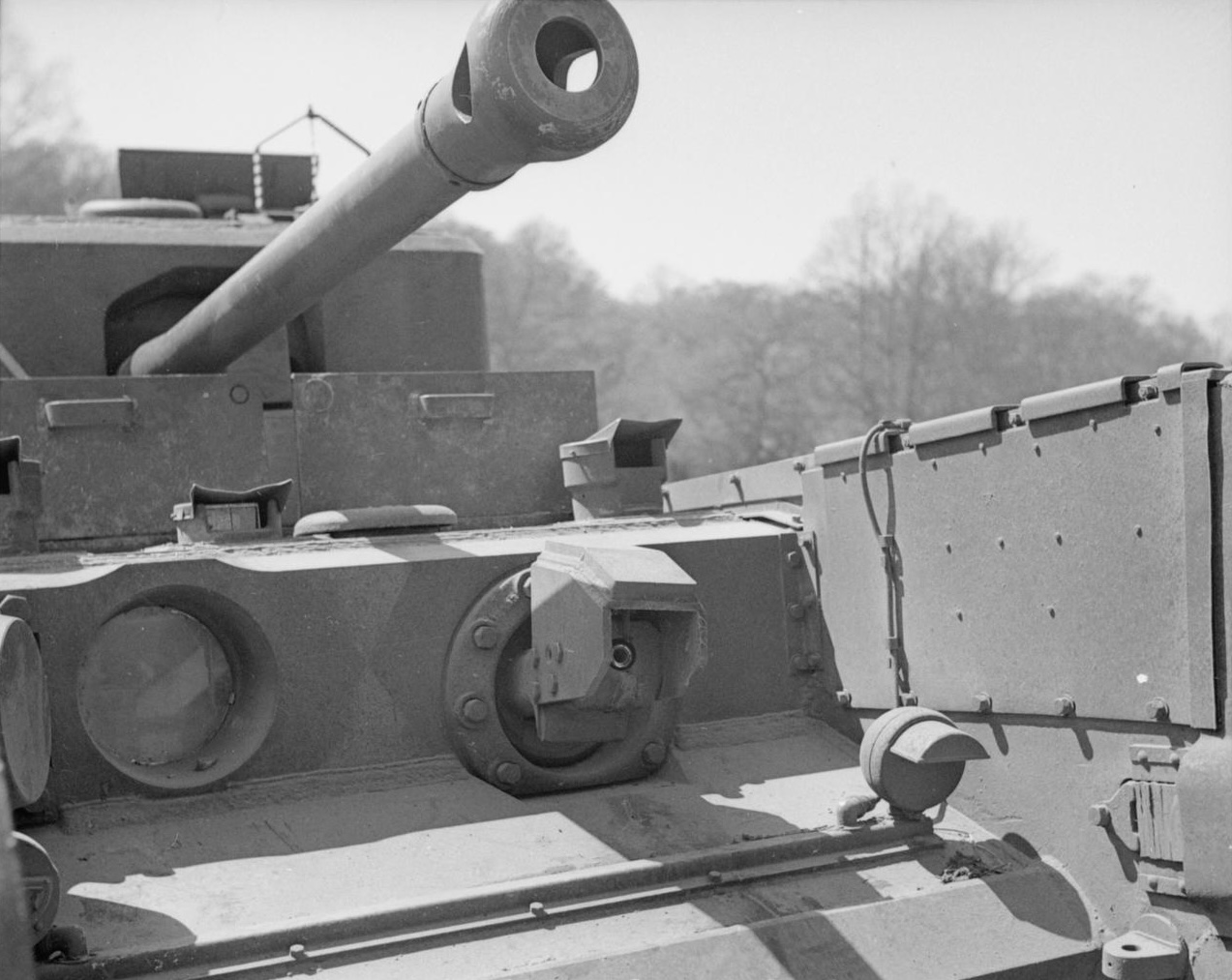
Détail du Crocodile

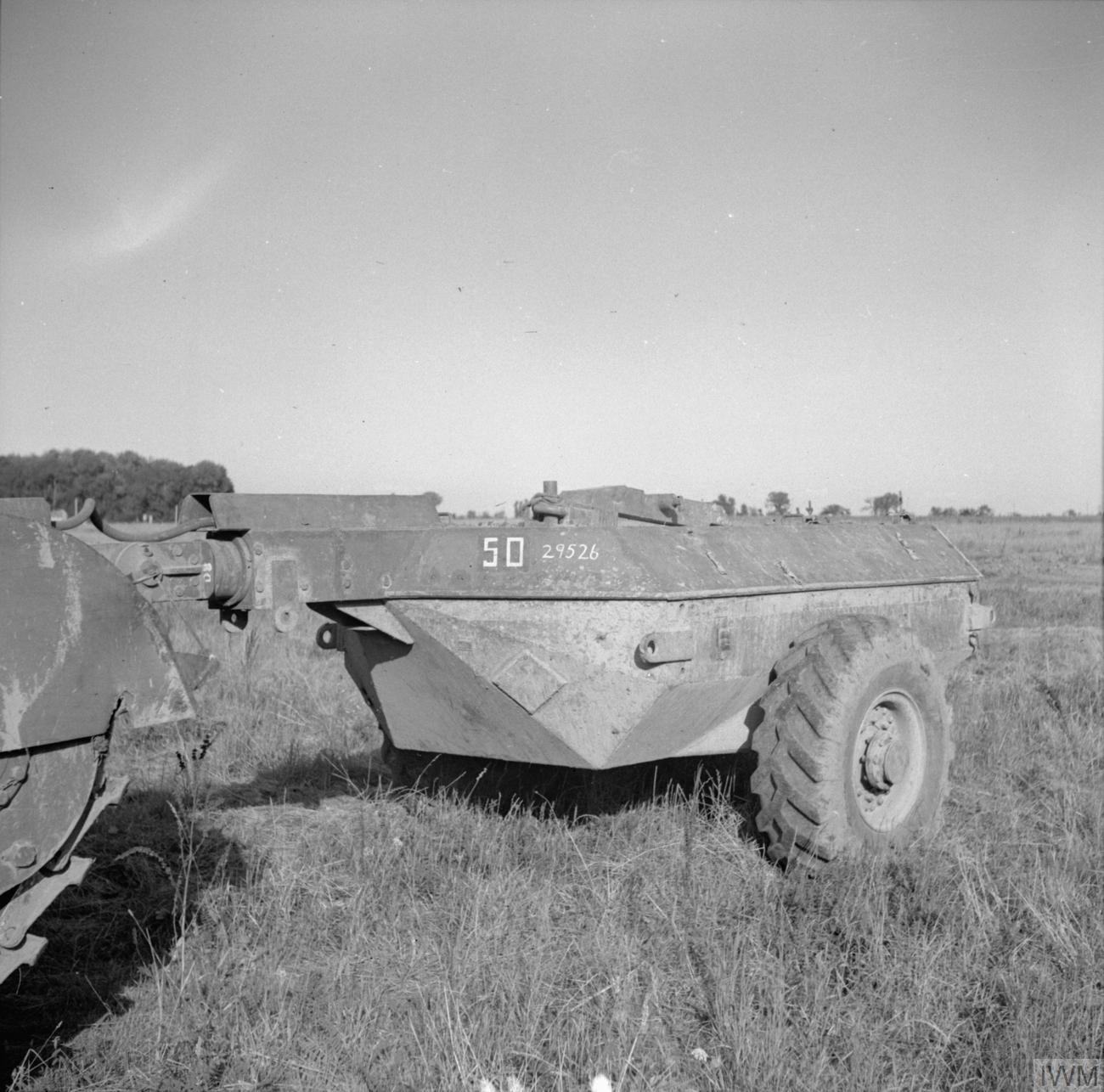
Remorque du Crocodile

Le PWD travailla sur un lance-flammes pour le char d'infanterie Churchill. Le travail fut d'abord lent parce que la priorité avait été donnée au Wasp et il semble que le travail préparatoire sur le Crocodile ait été officieux,. Le premier prototype fut achevé au début de 1942, un rapport du Corps royal des blindés (Royal Armoured Corp) établit que le Crocodile n’était pas une exigence de l'état-major général, mais que le PWD espérait qu'un essai dans un proche avenir changerait l’état d’esprit.
La conception faisait appel à l'expérience acquise avec les prototypes de chars Valentine. Le carburant sous pression pour le lance-flammes était transporté dans une remorque dotée d’un blindage de 12 mm, pesant environ 6,5 tonnes. La remorque supportait deux réservoirs de carburant d'une capacité de 1 500 litres et cinq cylindres d’air comprimé ainsi que de la tuyauterie secondaire et une pompe à main pour le remplissage. La remorque avait deux roues équipées de pneus pouvant rouler à plat (en), mais aucun amortisseur, ni frein.
La connexion entre la remorque et le réservoir était une pièce importante d'ingénierie, trois grandes articulations permettaient au char de se déplacer dans un large éventail d'angles par rapport à la remorque. Un micro-commutateur activait un voyant d'alarme dans la cabine du conducteur si l'angle de la connexion devenait trop grand.
Le carburant du lance-flammes passait par un tuyau blindé. Le lance-flammes lui-même était monté à la place de la mitrailleuse sur la coque, ce qui signifiait que le tireur pourrait utiliser la même visée pour cette arme. Une exigence clé était que le fonctionnement normal du char ne devait pas être limité. En fait, la conception originale du char nécessita seulement des changements très mineurs et il conserva son armement principal d'origine. Bien que la manœuvrabilité du char fût inévitablement entravée par le remorquage d’une remorque, elle pouvait être détachée par un mécanisme de libération rapide déclenchée par un câble Bowden.
Le Crocodile avait une portée maximale de 100 mètres. Fortin indique une portée de 80  à   120 m et d'autres sources donnent 140 m,. La pression requise devait être amorcée sur la remorque par l'équipage au dernier moment avant de l’utiliser, parce que la pression ne pouvait pas être maintenue pendant très longtemps. Le combustible était consommé à raison de 4 litres par seconde, le ravitaillement en carburant prenait au moins 90 minutes et la pressurisation environ 15 minutes. Le carburant brûlait sur l'eau et pourrait être utilisé pour mettre le feu aux bois et aux maisons. Le lance-flammes pourrait projeter une giclée de carburant éteint qui éclabousserait des coins des tranchées ou des points fortifiés et ensuite enflammer celui-ci avec une deuxième salve.
En 1943, Percy Hobart vit un Crocodile à Orford. Hobart commandait la 79e division blindée et il était responsable de la plupart des véhicules blindés spécialisés (« Hobart's Funnies »), qui devaient être utilisés pour soutenir l'invasion de la Normandie. Hobart, attira l’attention de Sir Graham Cunningham au ministère des Approvisionnements qui convint d'un plan de développement. Alan Brooke, chef d'état-major général de l'Empire britannique, ajouta le Crocodile au mémoire de Hobart. Un des assistants de Hobart, le brigadier Yeo mit la pression pour la mise en production. Soixante Crocodiles seraient prêts juste à temps pour le Jour J.

## Oléoducs sous l’océan

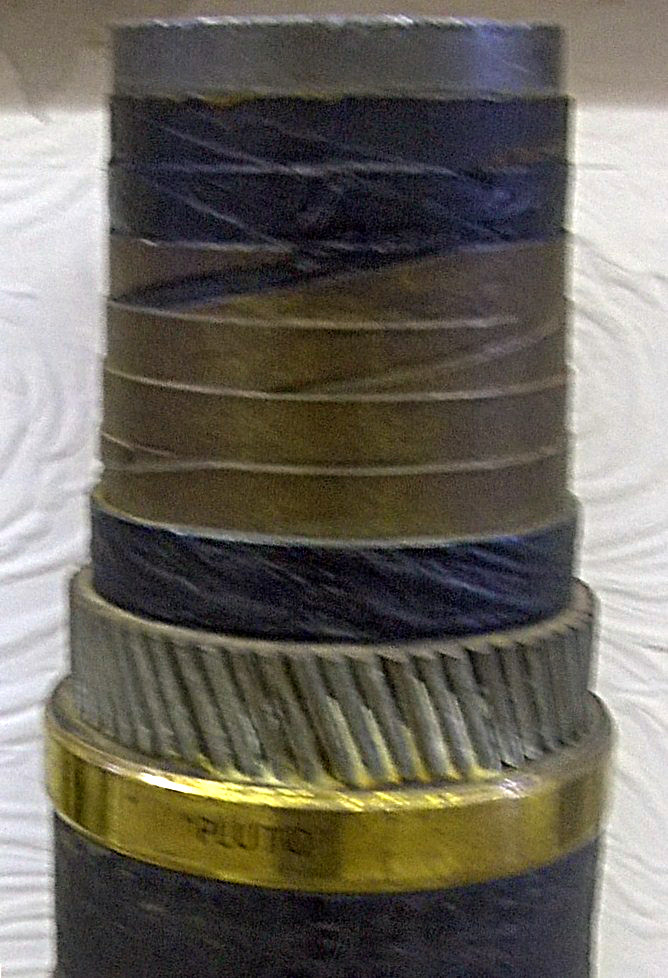
Une section de l’oléoduc PLUTO avec les couches successivement dénudées. L’oléoduc est composé d'un tuyau de plomb enveloppé avec deux couches de papier et de coton, quatre couches de ruban d'acier, de fils de jute, de fils d'acier galvanisé et enfin de deux couches de fils de jute. Toutes les couches de papier et de jute était imprégnées avec du bitume. Parce que le bitume était collant, une couche finale de poudre de craie ou de lait de chaux était appliquée pour faciliter la manipulation.

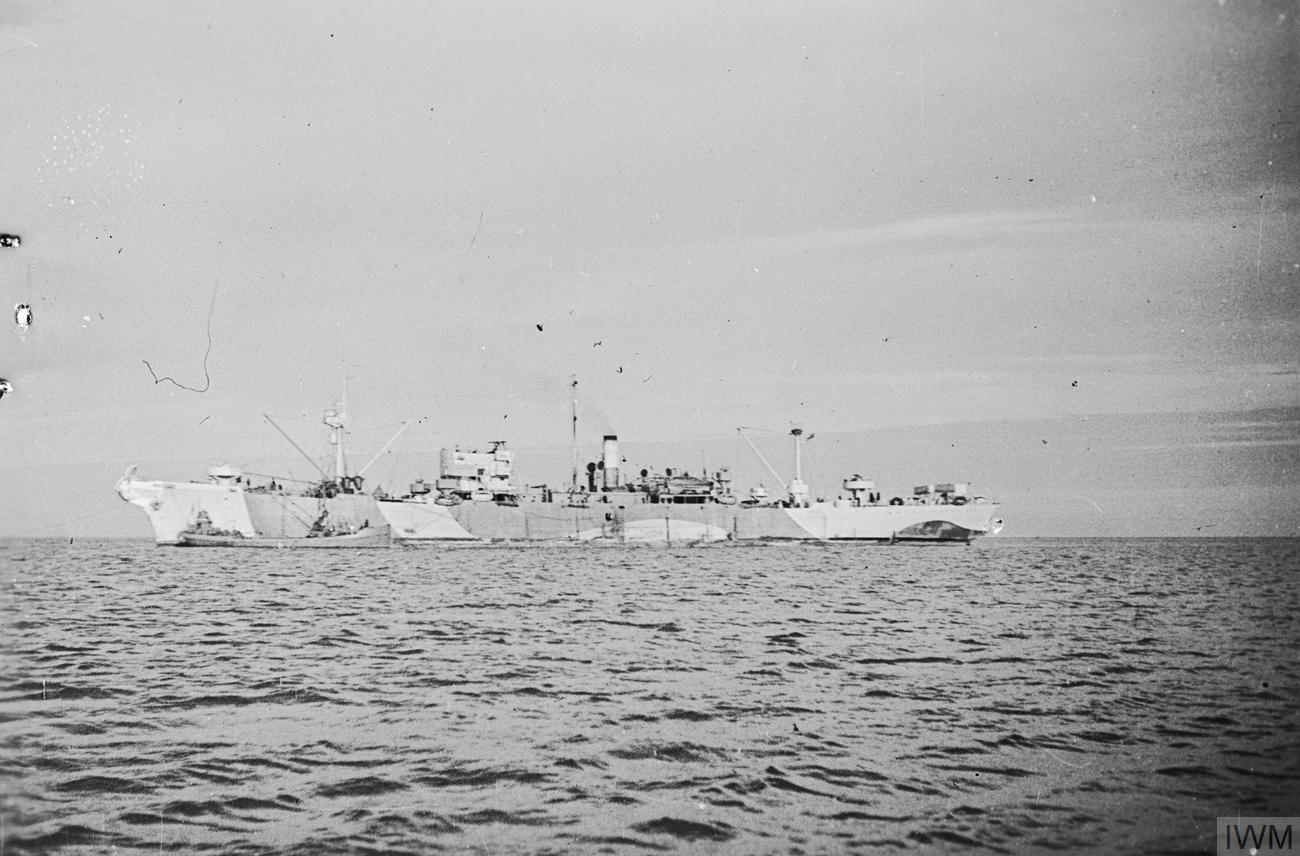
LHMS Latimer

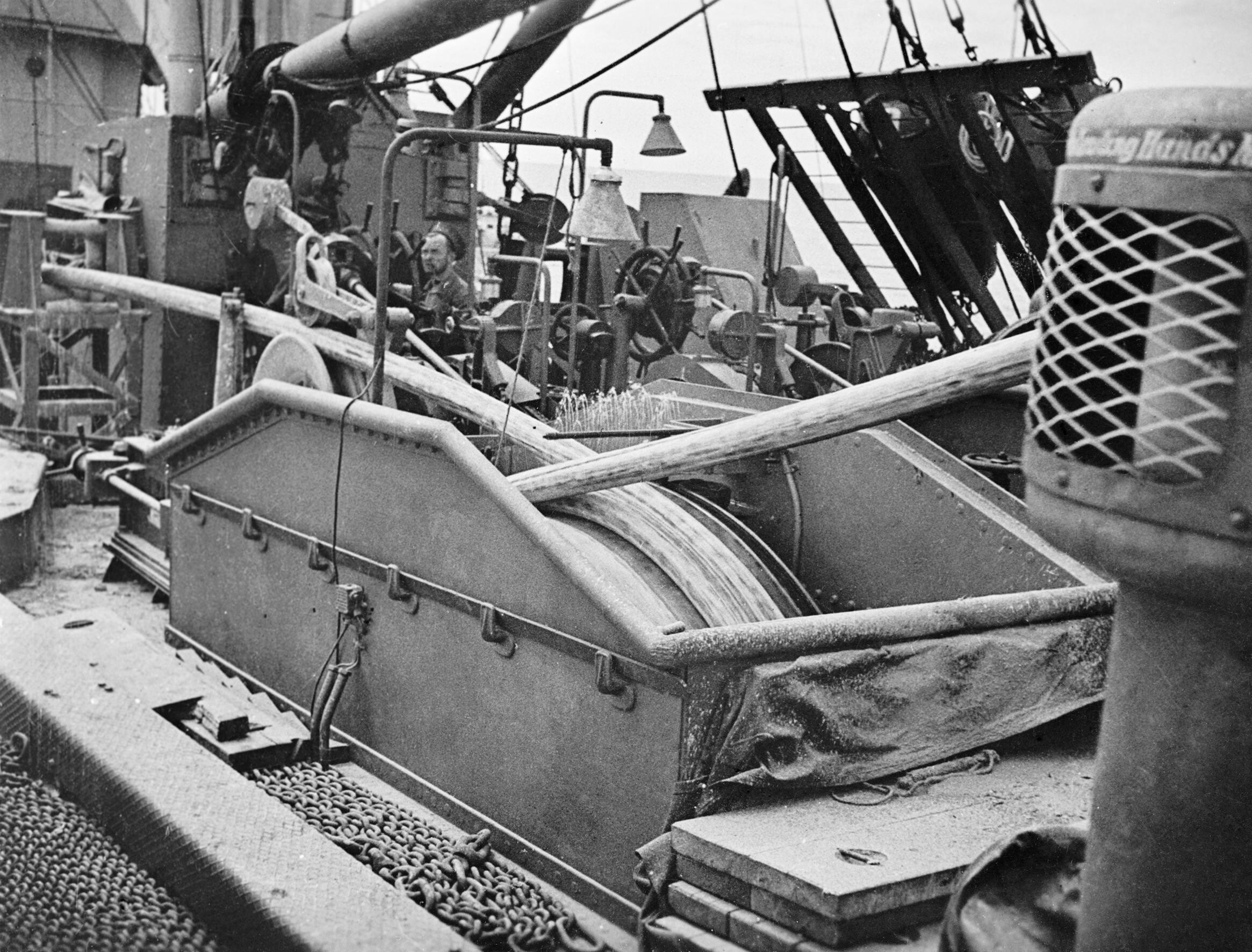
Équipement pour la pose de la canalisation sous-marine à bord du HMS Latimer, un cargo spécialement adapté pour la pose des oléoducs au travers de la Manche.

L’opération PLUTO (Pipe-Lines Under The Ocean, en français : oléoducs sous l'océan) était une opération de construction d'oléoducs de pétrole sous la Manche entre l'Angleterre et la France au profit de l'opération Overlord, l'invasion alliée de la France.
En avril 1942, des plans furent établis pour une invasion alliée de la France. La force de débarquement proposée comprendrait des milliers de véhicules nécessitant une énorme quantité de carburant qui devrait être fourni d'une façon ou d'une autre et maintenir un approvisionnement suffisant était potentiellement un grave problème,. Geoffrey William Lloyd, le ministre du Pétrole, demanda à Lord Louis Mountbatten, chef des opérations combinées, qui était chargé de ce problème, si le PWD pouvait faire quelque chose pour aider. Mountbatten a répondu: « Oui, vous pouvez poser un oléoduc à travers la Manche ». Les oléoducs furent jugés nécessaires pour réduire la dépendance vis-à-vis des pétroliers qui pourraient être ralentis par le mauvais temps, être menacés par les sous-marins allemands, et qui étaient nécessaires dans la guerre du Pacifique,.
Toutefois, la pose d'un oléoduc dans le cadre d'une invasion présentait d’importantes difficultés. Le tuyau devrait résister à des pressions énormes à 180 m sous le niveau de la mer et des pressions internes encore plus élevées lorsque le pétrole serait pompé. De plus, le tuyau devrait être suffisamment souple pour se poser sur le fond marin et assez résistant pour résister à des déplacements engendrés par les courants tout en reposant sur des rochers. Le tuyau et tous les accessoires devraient être préparés dans le plus grand secret ; la pose de tuyaux ne pourrait pas commencer avant que l'invasion n’eut effectivement démarré et devrait être terminée assez rapidement pour être utile. Une autre raison de travailler rapidement était d'éviter le mauvais temps et les pires courants de la Manche.

### HAIS
Le 15 avril 1942, Arthur Hartley (en), ingénieur en chef de l’Anglo-Iranian Oil Company, assista à une réunion du Comité du développement d'outre-mer de la Commission de contrôle du pétrole à la place de Sir William Fraser, qui n'avait pas pu y assister. Durant cette réunion, Hartley vit une carte de la Manche qui piqua sa curiosité. Curieux, Hartley apprit l'existence de PLUTO et de ses nombreuses difficultés.
Hartley proposa un plan utilisant une adaptation du câble électrique sous-marin développé par Siemens Brothers, en collaboration avec le National Physical Laboratory, qui fut adopté,. Il devint connu comme l'oléoduc HAIS. L'oléoduc HAIS composée d'un tuyau interne en plomb entouré par des couches de papier, de coton et de jute imprégnés de bitume et protégées par des couches de ruban d’acier et les fils en acier galvanisé. La conception du HAIS fut affinée à la suite d'une série d’essais, les principaux changements portaient sur l'augmentation du nombre de couches d’armature de ruban d'acier de deux à quatre et sur la fabrication du tuyau intérieur en plomb par extrusion évitant ainsi un joint longitudinal. En mars 1943, dans un test de faisabilité à grande échelle, le HMS Holdfast posa un oléoduc entre Swansea et Ilfracombe, soit sur une distance de 48 km ; l'oléoduc approvisionna le North Devon et la Cornouailles en essence pendant un an. Le test de faisabilité mit en œuvre un tuyau d'un diamètre intérieur de 51 mm, le même diamètre que le câble électrique original avait, la spécification fut modifiée pour augmenter le diamètre à 76 mm pour permettre un débit d’essence trois fois supérieur.
En mai 1943, Callenders (en), une société basée à Erith, fut missionné pour produire des sections du oléoduc HAIS. Le tuyau de plomb fut produit en de longues sections de 640 m qui, ensuite, étaient testés pendant vingt-quatre heures sous pression, la pression était ensuite réduite pour soutenir le tuyau alors que les armures lui étaient ajoutées. La production nécessita de nouvelles machines et la construction de portiques pour transférer le tuyau de l'usine à l’aire de stockage et pour le chargement sur des navires.
Les sections HAIS devaient être assemblées ; le processus d'assemblage était une forme de soudage connu sous le nom de soudage au plomb (en) ; la longueur prévue de l'oléoduc de 48 km nécessitait 75 jointures et il était vital que les soudures ne cédassent pas au cours de la manipulation et de la pose ou en fonctionnement normal. Les frères Frank et Albert Pierre furent engagés pour réaliser les soudures.
Les sections HAIS furent assemblées d'abord en coupant les extrémités de la section, puis en les positionnant sur des gabarits en bois. L'étanchéité principale en plomb fondu fut mélangée avec le métal de la conduite par les frères, utilisant leurs compétences pour s’assurer qu'il y avait une étanchéité totale et une surface extérieure lisse afin que rien n’interfére avec le processus de pose des armatures. Une légère boursouflure à l'intérieur du tuyau était inévitable et ne devait pas interférer de manière significative avec le débit de carburant. Chaque soudure prenait environ deux heures et demie à réaliser après quoi le tuyau était à nouveau mis sous pression et la pose de l’armature reprenait.
Les frères Stone travaillèrent 18 à 20 heures en équipe pour maintenir ces machines ajoutant l'armature en état de marche. Pour conserver le secret, ils reçurent l'ordre de ne rien dire à personne du travail qu'ils faisaient et de retirer le nom de la société Stone et la signalétique Ship and Chemical Plumbers de leur camion Ford de deux tonnes,. La nécessité du secret mit les frères en difficulté, un soir où, de retour à la maison, ils écrasèrent un chien. Ils rapportèrent consciencieusement l'accident au poste de police voisin, où un policier devint méfiant à propos de leurs activités parce que leurs noms ne figuraient pas sur leur camionnette et parce qu'ils étaient très évasifs quand on les interrogea. Ayant perdu de précieuses heures de sommeil alors qu'ils étaient détenus, ils furent libérés lorsqu’on remarqua que leur carnet de ration d'essence avait été émis par le PWD
Lorsque l'oléoduc sortait de la machine, il était sorti de l'usine et hissé au sommet d'un portique d'où il était enroulé en une immense bobine d’une longueur totale de 48 km. La bobine faisait environ 18 m de diamètre et 3,0 m de haut. Environ 400 km de conduite HAIS furent produites au Royaume-Uni et 230 km furent produits par des sociétés américaines,.
Quatre navires furent convertis de leur rôle initial de navires marchands, pour transporter et stocker les oléoducs HAIS. Ceux-ci étaient l’HMS Latimer et l’HMS Sancroft de 7 000 tonnes; et l’HMS Holdfast et l’HMS Algerian de 1 500 tonnes. Les deux plus gros de la flottille pouvait transporter chacun deux longueurs d'oléoduc HAIS, suffisantes pour couvrir les 110 km pour relier la Normandie. Les petits bâtiments ne pouvaient transporter qu'une seul longueur d’oléoduc et étaient utilisés pour poser les tuyaux du Kent au Pas-de-Calais. Un certain nombre de barges de la Tamise (en) furent équipées pour poser des tuyaux en eau peu profonde à partir des navires vers les stations terrestres,. Ces mêmes barges posèrent également de courtes longueurs de la conduite HAIS, relativement souple, pour les relier aux extrémités terrestres des tuyaux HAMEL en acier.
Les dispositifs de raccordement furent conçus de telle sorte que des longueurs de tuyaux pouvaient être connectées en mer, une opération qui pourrait être achevée en 20 minutes environ. Les systèmes de raccordement intégraient de minces disques de cuivre qui maintiendraient la pression de l'eau conservée dans les tuyaux pour éviter toute déformation lors de la manipulation et de la pose ; les disques furent conçus pour se rompre lorsque les pompes à carburant amenèrent la pression dans les tuyaux jusqu'à la pression de fonctionnement,.

### HAMEL

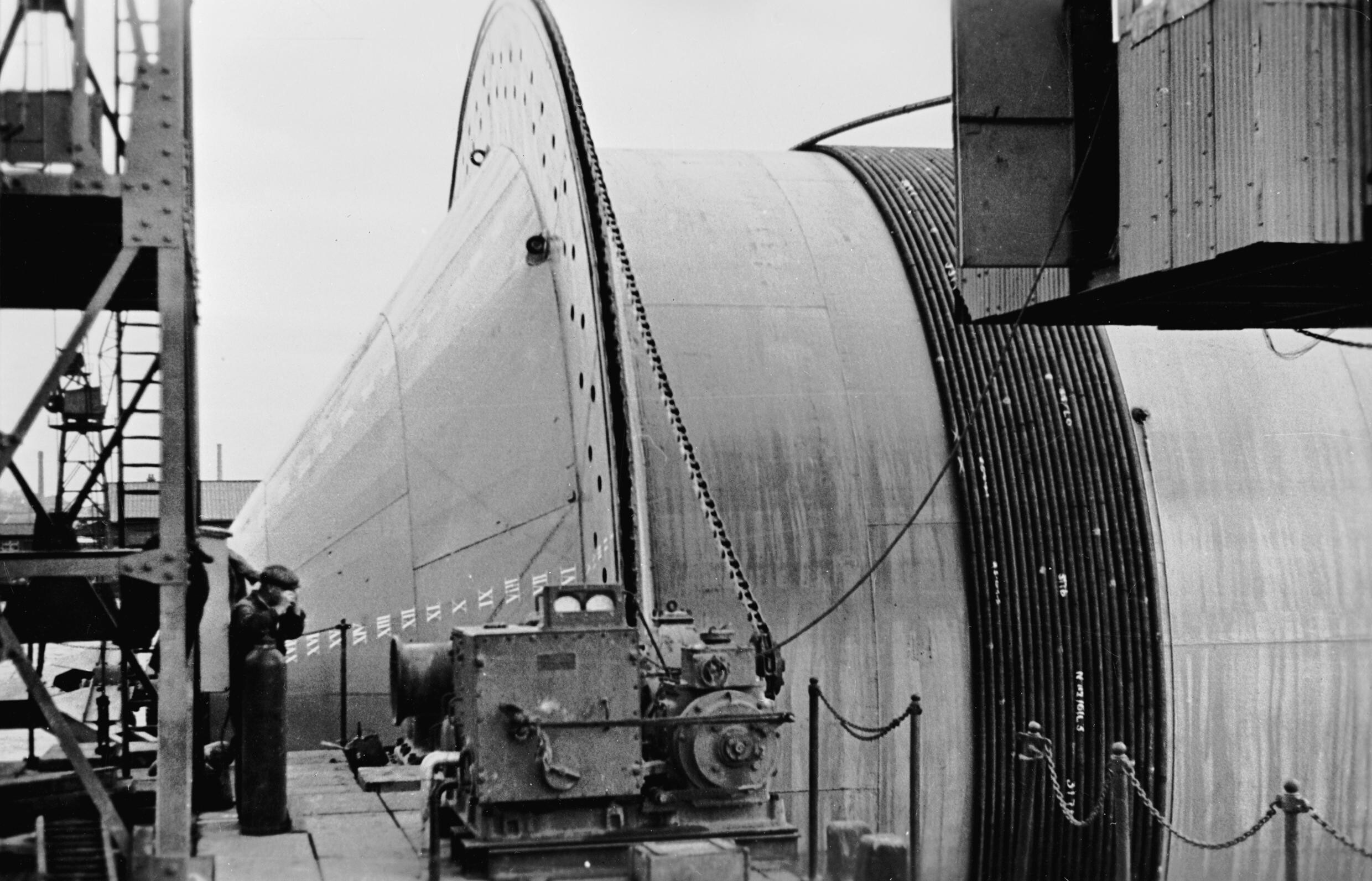
L’oléoduc HAMEL enroulé sur le dispositif de pose de canalisations (le Conundrum), en juin 1944.

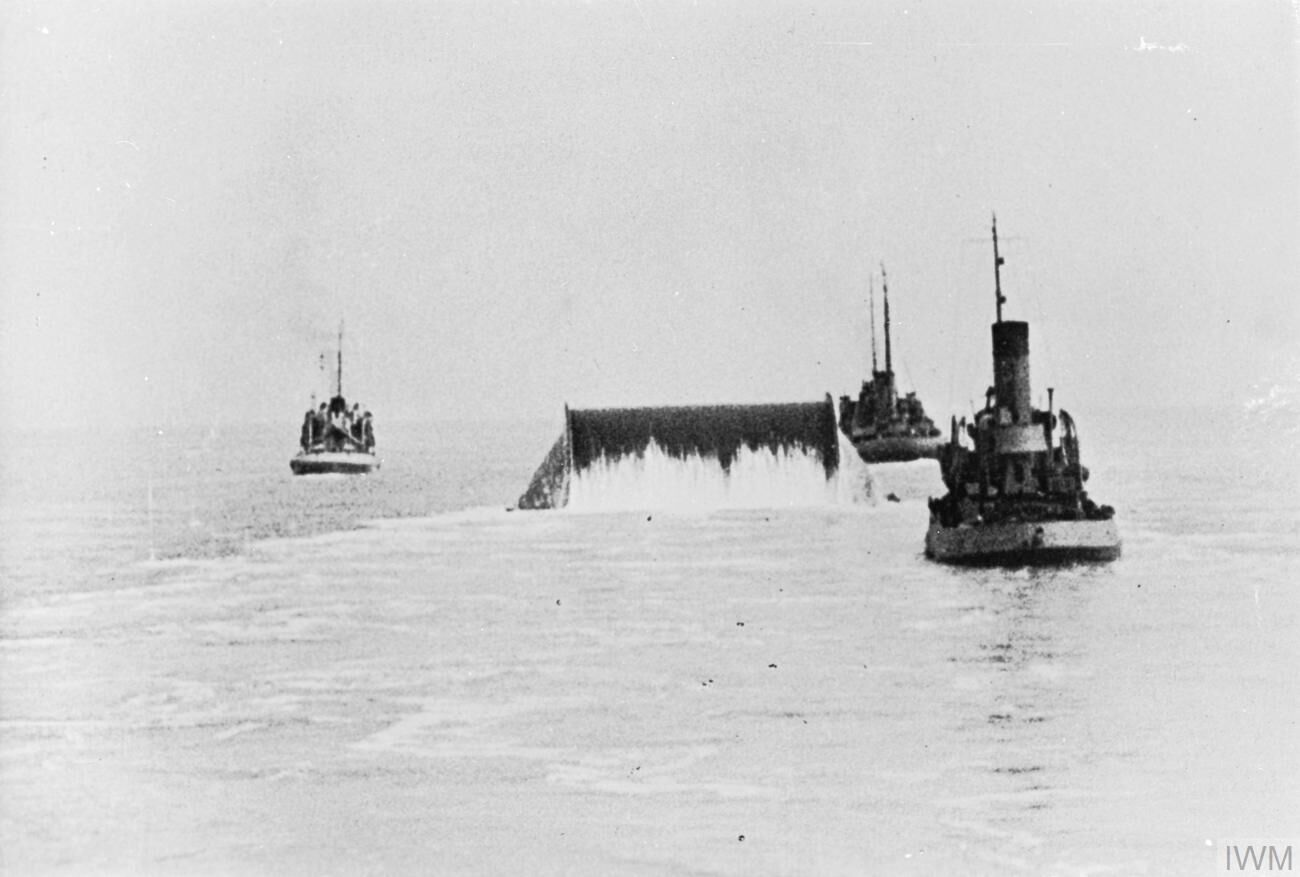
Le Conundrum en mer.

Un tuyau tout en acier fut également élaboré, il devint connu sous le nom de HAMEL d’après Henry Alexander Hammick et BJ Ellis, respectivement de l'Iraq Petroleum Company et de la Burmah Oil Company (en),. Cette conception était une alternative au cas où l'oléoduc HAIS aurait échoué ou en cas de manque de plomb pour sa production en continu,. HAMEL était un tube en acier de 76 mm de diamètre et était similaire aux oléoducs terrestres. Hammick et Ellis avait remarqué la flexibilité de grandes longueurs de tuyaux d'acier utilisées pour les oléoducs terrestres et pensèrent que les sections de la conduite pouvait être soudées ensemble pour faire un tube de la longueur désirée. Des machines de soudage spéciales furent mises en œuvre pour réaliser les milliers de soudures solides et fiables nécessaires pour traverser la Manche.
Bien que le tuyau d'acier fût flexible, il ne pouvait pas facilement être tordu. Cela signifiait qu'il ne pouvait pas être stocké sur une bobine dans la cale d'un navire de pose de câbles car chaque tour de la bobine exigeait une torsion de 360° du tuyau lorsqu’il était posé. Un navire fut équipé d'une grande roue permettant au tuyau d’être enroulé et déroulé sans torsion. Rebaptisé HMS Perséphone, ce navire posa des tuyaux entre le continent britannique et l'île de Wight, cette opération servit de galop d'essai et fournit un lien vital pour le réseau d'oléoducs de pétrole,.
L’HMS Perséphone, cependant, ne pouvait que poser des longueurs relativement courtes de tuyaux. Ellis résolut ce problème en concevant un touret flottant de 9,1 m de diamètre sur lequel une grande longueur de tuyau pourrait être enroulée à la manière d’un fil sur une bobine. Ce touret pourrait être remorqué à travers la Manche et le tuyau déroulé sur le fond marin. Ce touret mystérieux aux extrémités coniques fut justement surnommé HMS Conundrum (en) (l’Enigme). Les dimensions de ces tourets étaient impressionnantes, le cylindre d'enroulement avait 12 m de diamètre et 18 m de large, les extrémités coniques comprises, la largeur totale faisait 27 m. De courtes longueurs de tuyau étaient soudées ensemble en des sections de 1 200 m, comme ces longues sections étaient soudées ensemble le tube fini était enroulé sur le Conundrum. La hauteur du Conundrum dans l'eau pouvait être ajustée en faisant varier la quantité d'eau dans le ballast du touret. Un touret pouvait transporter jusqu'à 130 km d'oléoduc et six tourets, numérotés de I à VI, furent construits.
Des essais à l'aide d'un puissant remorqueur pour remorquer un touret furent décevants, même quand on ajouta un second remorqueur. Banks, un homme sans compétence marine, suggéra que le mouvement de l’eau à l’arrière des remorqueurs poussait le touret vers l'arrière. L’espacement entre les deux remorqueurs améliora grandement la situation et un troisième petit remorqueur fut ajouté derrière le touret pour aider à le diriger.
Un réseau d’oléoducs terrestres avait été construit durant la guerre. Il alimentait en pétrole depuis les pétroliers amarrés à Londres, Bristol et Merseyside les aérodromes dans le Sud de l'Angleterre. PLUTO fut alimenté par un aiguillage établi à Lepe, un hameau situé sur les rives de la Solent. De là, une longueur de tuyaux HAMEL conduisait le carburant sous la Solent à une baie près de Cowes sur l'île de Wight, via un tuyau terrestre à travers l'île jusqu'à Shanklin.

### PLUTO mineur

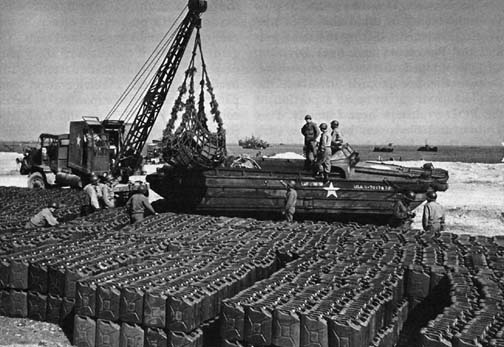
Grue montée sur camion et DUKW sur un site de déchargent de pétrole, d’essence, et de lubrifiants sur la plage en avril 1944 durant des exercices à Slapton Sands, dans le Devon, en Angleterre, en préparation du débarquement en Normandie qui se déroula deux mois plus tard.

L'invasion de la Normandie débuta le 6 juin 1944. Des troupes, de l'équipement et des véhicules furent débarqués sur les plages et ils furent bientôt suivis par des milliers de jerricans de carburant. 13 400 tonnes de carburant furent débarqués de cette façon là le jour J.
L’opération PLUTO devait initialement poser son premier oléoduc à travers la Manche seulement 18 jours après le jour J, mais cela n'eut pas lieu. Les troupes continuaient d'être alimentées via des bidons d'essence. Comme la consommation quotidienne de carburant augmentait, la livraison par oléoducs sur les plages (nom de code Tombola) fut mise en œuvre.

### Oléoduc vers Cherbourg
Les Britanniques avait prévu d'installer un oléoduc sous-marin reliant l'île de Wight au port français de Cherbourg dès qu'il aurait été libéré par les forces alliées. Des stations de pompage furent construites à Shanklin et à Sandown et connues sous le nom de code de BAMBI. Shanklin était, comme aujourd'hui, une station balnéaire populaire situé à Sandown Bay (en), sur l'île de Wight. Beaucoup de ses maisons victoriennes et de ses hôtels avaient été bombardés par la Luftwaffe et offrait une excellente couverture pour les stations de pompage de PLUTO. À Sandown, des pompes furent installés dans les anciennes fortifications de la batterie Yaverland (en). À chaque emplacement, un grand soin fut mis en œuvre pour cacher ce qui se passait à l'ennemi; les camions de matériaux de construction furent dissimulés dès qu'ils arrivaient sur place. À Shanklin, un réservoir de 2 800 m3 fut construit sur une colline et dissimulé par des arbres et des filets de camouflage. Près de la rive, des pompes furent installées dans les décombres de l'Hôtel Royal Spa « simulant sur une nouvelle élévation, dépassant de douze pieds les débris et les décombres des habitations qui jonchaient le sol, et dissimulant les installations sous ce faux sol ». De la salle des pompes de l'hôtel, des tuyaux couraient vers la jetée de la ville, puis dans la mer. À Sandown, l'activité fut cachée par de l'herbe fraîchement ensemencée qui devait être arrosée chaque jour et en brossant soigneusement les traces de pneus poids lourds. Avec tous ces préparatifs, il n'y avait qu'à attendre le jour J.
Il avait été prévu que le premier oléoduc PLUTO complet serait mis sur en place 18 jours après le jour J. Les plans furent retardés parce qu'il fallut plus de temps que prévu pour capturer Cherbourg et lorsque son port fut enfin pris, il était fortement endommagé et fortement miné. Le premier oléoduc traversant la Manche, un HAIS, fut posé le 12 août par le HMS Latimer. Tout allait bien jusqu'à ce que, dans la phase finale, il emmêla le tuyau avec sa propre ancre et fit naufrage,. Deux jours plus tard, le Sancroft posa un oléoduc, à nouveau tout allait bien jusqu'à ce que durant la dernière étape de pose du tuyau à terre quand un incident causa la perte de la canalisation,. La première tentative de pose d’un oléoduc HAMEL fut réalisée le 27 août (J + 82), mais dut être abandonnée en raison des tonnes de cirripedia accumulées sur un côté du Conundrum. Les problèmes continuèrent avec la phase finale de connexion des tuyaux HAIS et HAMEL sur la rive; les fuites qui en découlaient et d'autres difficultés conduisirent à l’abandon des tuyaux. Le 18 septembre (J + 104), un oléoduc HAIS fut finalement connecté et testé avec succès. Quatre jours plus tard, le pompage du carburant commença et permit la livraison de 250 000 l par jour. Le 29 septembre (J + 115) un oléoduc HAMEL fut également connecté.
Bien que les sources varient, il semble probable qu’un seul oléoduc HAIS et un HAMEL furent posés avec succès. Bien que leur contribution à l'effort de guerre fut sans aucun doute bienvenue, les retards de l’opération PLUTO avait échoué à livrer ce dont la force de débarquement avait le plus besoin. Le faible nombre de canalisations connectées ne permit de livrer qu’un mince ruisselet relativement aux livraisons qui furent débarquées dans les ports capturés. Ce succès même partiel ne dura pas longtemps : le 3 octobre, il fut décidé d'augmenter la pression dans la canalisation HAIS provoquant sa rupture au bout de quelques heures et, la même nuit, l’oléoduc HAMEL tomba en panne également. À ce moment-là, la situation des Alliés avait changé de façon spectaculaire, le port en eau profonde du Havre avait été capturé et les armées avaient pénétré profondément en France. Plutôt que de tenter une réparation ou le remplacement des conduites existantes, l'attention se tourna vers le chemin beaucoup plus court du pas de Calais. Contrairement à la tonalité optimiste des mémoires de Bank, ce stade de l'opération PLUTO fut près de l’échec.

### Oléoduc vers pas de Calais
Quand la pose fut achevée les pompes furent connectées et de l'eau fut pompée depuis l’Angleterre. Des visages inquiets se rassemblaient autour du pressostat dans la salle de contrôle pour regarder l'aiguille monter progressivement à la pression d'éclatement du premier disque et un soupir de soulagement traversa la pièce quand soudainement elle vacilla et retomba. Le premier disque s’était rompu de manière satisfaisante. Successivement un disque après l'autre se romprait négocié, l'excitation allait croissante alors que les derniers étaient atteints. Finalement, après 1 heure ¾ après le début du pompage, le dernier éclaterait et un appel téléphonique bienvenu venant de l'autre côté annoncerait « flux établi ».
 
Une station de pompage nommé DUMBO fut construite à Dungeness dans le Kent. Cette station de pompage recevait le pétrole des ports de la côte ouest et du terminal pétrolier de l’île de Grain. Le tracé de l'oléoduc fut choisi pour donner à l'ennemi l'impression que le pétrole devait aller vers la zone située entre Hythe et Folkstone, compatible avec une invasion alliée du Pas-de-Calais. Des pompes furent installées dans certaines des nombreuses résidences balnéaires de Dungeness et des tuyaux furent couverts de galets dont le cap est largement constitué.
La première tentative de connexion fut réalisée avec un oléoduc HAIS posé le 10 octobre. Des leçons essentielles furent tirées des premières expériences et les difficultés pour réaliser des raccords à terre furent surmontées. Toutefois, l'aggravation de la météo et le déclin de l’enthousiasme officiel ralentit l’avancement. Le pompage de carburant fut retardé jusqu'au 27 octobre et en décembre seulement quatre canalisations HAIS étaient actives et celles-ci devaient fonctionner à une pression relativement basse, le débit quotidien résultant n’était que de 700 tonnes de carburant. Malgré les doutes officiels, PLUTO se poursuivit. L’oléoduc HAMEL était plus difficile à installer sur terre, en particulier lorsque les conditions météorologiques étaient mauvaises; le problème fut résolu en ajoutant des longueurs d’oléoduc HAIS aux extrémités des oléoducs HAMEL qui étaient enroulées sur le Conundrum qui simplifiait grandement la connexion sur la rive.
Dix-sept oléoducs furent installés entre Dungeness et Boulogne dont un maximum de 11 fonctionnèrent jusqu'à la fin de la guerre. L’ensemble avait une capacité de 6 100 000 l par jour et acheminait régulièrement plus de 4 500 000 l par jour. Bien que ce taux de livraison fut impressionnant, cela représentait, en fait, un peu plus de 10 % de carburant transporté à travers la Manche et cela fut réalisé trop tard pour avoir un impact sur la campagne. Les oléoducs n’étaient pas conçus pour durer longtemps, les tuyaux en acier HAMEL étaient généralement abîmés par les frottements sur le fond de la mer en quelques semaines et les tuyaux HAIS eurent une durée de vie un peu supérieure.
L’opération PLUTO fut gâchée par la malchance comme les retards dans la capture de Cherbourg et par l’incapacité à traduire les résultats d’essais en réalité assez rapidement pour suivre les combats. Les choses auraient pu tourner autrement et il ne faut pas minimiser l’impressionnante réalisation technique dans des circonstances très difficiles.
« Rétrospectivement, il semble clair que les défenseurs de PLUTO avaient été beaucoup trop optimistes. Ils avaient supposé qu’il serait possible pour les unités navales de pose d’atteindre immédiatement le degré de compétence technique de l'expert technique de pose qui avait supervisé la pose durant les essais conduits en 1943 sous la supervision de ceux qui avaient conçu l'équipement ; et que ce qui pouvait être fait dans le canal de Bristol et la Solent qui pouvait être fait dans des conditions opérationnelles, en temps de guerre sur une distance plus longue au travers de la Manche. »

### Récupération
L’opération PLUTO cessa ses activités en juillet 1945, quelques mois après la fin des combats en Europe,. Comme les tuyaux représentaient un danger pour la navigation, la Royal Navy coupa les tuyaux et enleva les parties qui étaient à quelques miles au large des côtes. À partir d’août 1946, l'ancien HMS Latimer fut utilisé dans une opération privée de sauvetage. La première partie de l'opération utilisa un grappin pour trouver un oléoduc et le hisser sur la proue du navire.
Les oléoducs HAIS furent retrouvés en bon état et de leur haute teneur en plomb rendit leur récupération particulièrement rentable; chaque tuyau pourrait être coupé juste une fois et puis enroulé dans la cale du navire. Les tuyaux HAIS furent nettoyés de toute présence d'essence et coupés en longueurs adaptées pour le transport par chemin de fer. Ces courtes sections furent envoyées à Swansea où le plomb récupéré fut fondu et coulé en lingots ; les fils furent redressés et utilisés comme armatures ; les bandes d'acier furent aplaties et utilisés pour fabriquer des renforts de coin pour des cartons lourds; et enfin la jute fut conditionnée en blocs pour être utilisée comme combustible dans un four.
Les tuyaux HAMEL avaient aussi de la valeur, mais étant moins flexibles, ils nécessitaient d’être coupés en longueurs sur le pont du navire de récupération. La découpe de canalisation était très dangereuse parce que les tuyaux contenaient encore de l’essence. L'essence encore présente dans les deux types de tuyaux fut récupérée et nettoyée, fournissant 300 000 l de combustible.
L'opération de récupération dura trois ans. Sur les 25 000 tonnes de plomb et d'acier utilisés à l'origine, 22 000 tonnes furent récupérées.

## Opération d’étude et de dispersion du brouillard

Dispositif FIDO en action à Graveley, dans le Huntingdonshire, alors qu’un Avro Lancaster du Squadron no 35 de la RAF décolle dans de mauvaises conditions météorologiques, le 28 mai 1945.

Dès le début de la guerre, il devint évident que de nombreux avions étaient perdus dans des accidents lors de l'atterrissage dans des conditions météorologiques difficiles. Le brouillard était un danger particulièrement grave, apparaissant de manière imprévisible sur les aérodromes où fatigués, peut-être blessés, les pilotes dans des avions à court de carburant et, dans certains cas, endommagés, devaient atterrir. La nuit du 16 au 17 octobre 1940 fut particulièrement défavorable. Sur 73 bombardiers ayant décollé pour des raids, trois avions avaient été abattus, mais dix s’étaient écrasés à l'atterrissage. Lorsque cela fut porté à l'attention du Premier ministre Winston Churchill, il exigea que quelque chose soit fait : «... Il devrait être possible pour les guider vers le bas de façon tout à fait sûre comme pour l’aviation commerciale avant la guerre, malgré le brouillard. Donnez-moi de complètes informations. Les accidents de la nuit dernière sont très graves ».
Auparavant, le professeur David Brunt de l'Imperial College London avait calculé que si la température d'un volume de brouillard était élevée d’environ 3 °C, il s'évaporerait. Certaines expériences préliminaires furent menées entre 1936 et 1939 en utilisant des brûleurs fabriqués à partir de pulvérisateurs agricoles et un carburant qui était un mélange d'essence et d'alcool. Bien que la chaleur produite n'avait pas été suffisante pour supprimer un volume substantiel de brouillard, la faisabilité de la méthode avait été établie. Cependant, aucun autre développement n’eut lieu.
Comme l'offensive de bombardement prit de l’ampleur, plus d'avions volaient sur des distances toujours plus grandes et plus d'accidents s’ensuivirent. Malgré l'injonction de Churchill, aucune mesure n’avait été prise pour réduire les pertes causées par le mauvais temps. Finalement, en septembre 1941, Charles Portal, chef d'état-major de la Force aérienne et Lord Cherwell, conseiller scientifique de Churchill, recommandèrent que les travaux d'avant-guerre de dispersion du brouillard soit repris. Cependant, l'idée rencontra de la résistance et Cherwell plus tard recommanda à contrecœur son report.
En septembre 1942, on réalisa que non seulement de nombreux avions étaient perdus inutilement, mais que des opérations soutenues étaient limitées par des considérations météorologiques. Le secrétaire d'État de l'air, Archibald Sinclair recommanda que le PWD entreprît des essais de dispersion du brouillard. Dans les 24 heures, un mémo personnel était sur le bureau de Geoffrey Lloyd: « Il est de la plus haute importance de trouver un moyen de dissiper le brouillard sur les aérodromes afin que les avions puissent atterrir en toute sécurité. Donnez au PWD la pleine responsabilité de mener à bien les expériences » avec la plus grande célérité. Il faut leur donner tout le soutien possible. W.S.C. ».
Geoffrey Lloyd, Donald Banks, Arthur Hartley (en) (ingénieur en chef de la Société pétrolière anglo-iranienne), et Edward George Walker un ingénieur civil et aéronautique, et d'autres, se réunirent. Lloyd visita des producteurs de fruits qui utilisaient des chaufferettes pour protéger leurs cultures. Hartley aménagea une partie du lac du barrage roi George VI (en), qui avait été laissé vide pour la durée de la guerre, pour réaliser des expériences, et Walker fit de longues promenades durant les nuits brumeuses portant sa vareuse (en) gouvernementale, à la grande perplexité de sa famille. Des expériences furent rapidement mises en œuvre avec des essais à grande échelle dans le réservoir et à plus petite échelle dans une patinoire couverte désaffectée situé à Earls Court. Là-bas, une soufflerie fut installée afin de simuler un large éventail de conditions météorologiques.
Dans certaines des premières expériences, le lance-flammes Wasp fut testé. Une cockatrice fut actionnée pendant 6,5 secondes dans un épais brouillard et dégagea l'atmosphère de son brouillard dans son voisinage proche.
Le premier brûleur conçu spécialement dans ce but fut désigné Four-Oaks. Il utilisait un mélange d'essence et d'alcool, mais il ne fut pas possible d'obtenir une flamme sans fumée. Le 4 novembre 1942, un essai fut mené avec deux rangées de 180 m de long de brûleurs Four-Oaks, séparés de 90 mètres. Un pompier monta sur une échelle de secours empruntée pour les expériences, il disparut dans le brouillard après avoir gravi quelques marches. Comme les brûleurs entraient en fonctionnement, il réapparut au sommet de l'échelle de 24 m pour disparaître à nouveau lorsque les brûleurs furent éteints. Malheureusement, le brûleur Four-Oaks produisait autant de fumée qu'il ne faisait disparaître le brouillard et n'apporta pas vraiment un niveau de chauffage satisfaisant. Des expériences avec des brûleurs fonctionnant au coke eurent de meilleurs résultats, au moins au début, mais ils ne pouvaient pas être contrôlés et dégageaient de la fumée et généraient d'autres problèmes.
Un nouveau brûleur nommé Haigas (plus tard connu comme le Mark I) fut développé. L’Haigas utilisait de l'essence qui était préchauffée pour la transformer en vapeur avant qu'elle ne soit brûlée augmentant ainsi considérablement l'efficacité et réduisant les émissions de fumée. Un système expérimental fut installé à Graveley, dans le Cambridgeshire et fut essayé pour la première fois le 18 février 1943 dans des conditions de mauvaise visibilité, mais pas dans un épais brouillard. Le pilote, le commodore de l'air Don Bennett (en), commandant de la Force des éclaireurs de la RAF, affirma: « J’avais de vagues pensées de lions sautant à travers un cerceau de flammes au cirque. L'éclat était considérable et il y avait une certaine turbulence au niveau de la piste, mais il n'y avait rien à craindre ». Graveley devint le premier site FIDO opérationnel et le système fut rapidement élargi à d’autres sites.
Le brûleur Haigas (ou Mark I) faisait 15 m de long et disposait de quatre longueurs de tuyaux raccordés ensemble et maintenus juste au-dessus du niveau du sol. Les tuyaux couraient vers l’arrière et l’avant le long du brûleur. Après avoir traversé le brûleur à trois reprises, l'essence coulait dans la quatrième longueur de tuyau. Ce dernier tuyau était percé de trous à l’intérieur du bruleur. Le détour suivi par le carburant lui permettait d'être chauffé et vaporisé par la chaleur des brûleurs, ainsi il brûlait efficacement, sans produire d'importantes quantités de fumée.
Des conceptions ultérieures de brûleurs appelés système Haigill et désignés sous le nom de Mark II à Mark VI étaient plus simples et plus efficaces, nécessitant seulement trois longueurs de tuyau. Les versions antérieures du Haigill utilisaient deux séries de tubes pour l’évaporateur et une pour le brûleur, les versions ultérieures utilisèrent une série de tuyaux pour l'évaporateur et deux pour le brûleur.
Plus tard encore, le brûleur Hairpin (épingle à cheveux) fut développé, il disposait d’une longueur de tuyau de l'évaporateur placé immédiatement au-dessus d'une longueur de tuyau du brûleur. Hairpin était mis dans une cuve en fonte de forme spéciale dans une tranchée en béton résistant à la chaleur qui était ensuite recouverte d'une grille de barres d'acier placée au niveau du sol. Cette conception ne générait pas plus de chaleur que les versions antérieures, mais était beaucoup moins intrusive sur les opérations aériennes. Plusieurs autres conceptions plus sophistiquées reprirent cette idée.
L’apport de FIDO est difficile à estimer. Environ 700 avions atterrirent avec l’aide de FIDO dans des conditions brumeuses et environ 2 000 atterrirent avec FIDO permettant l’identification de la piste dans des conditions de visibilité réduite. Certains de 3 500 membres d'équipage doivent leur vie à FIDO et peut-être 10 000 autres passèrent d’une situation grave à un peu plus facile grâce à FIDO. Le système FIDO fut utilisé commercialement brièvement. Il fut conçu pour être utilisé à l'aéroport d'Heathrow et de petites sections furent mises en place. Cependant, les progrès dans les différents systèmes d'atterrissage rendirent le FIDO redondant.

## Héritage

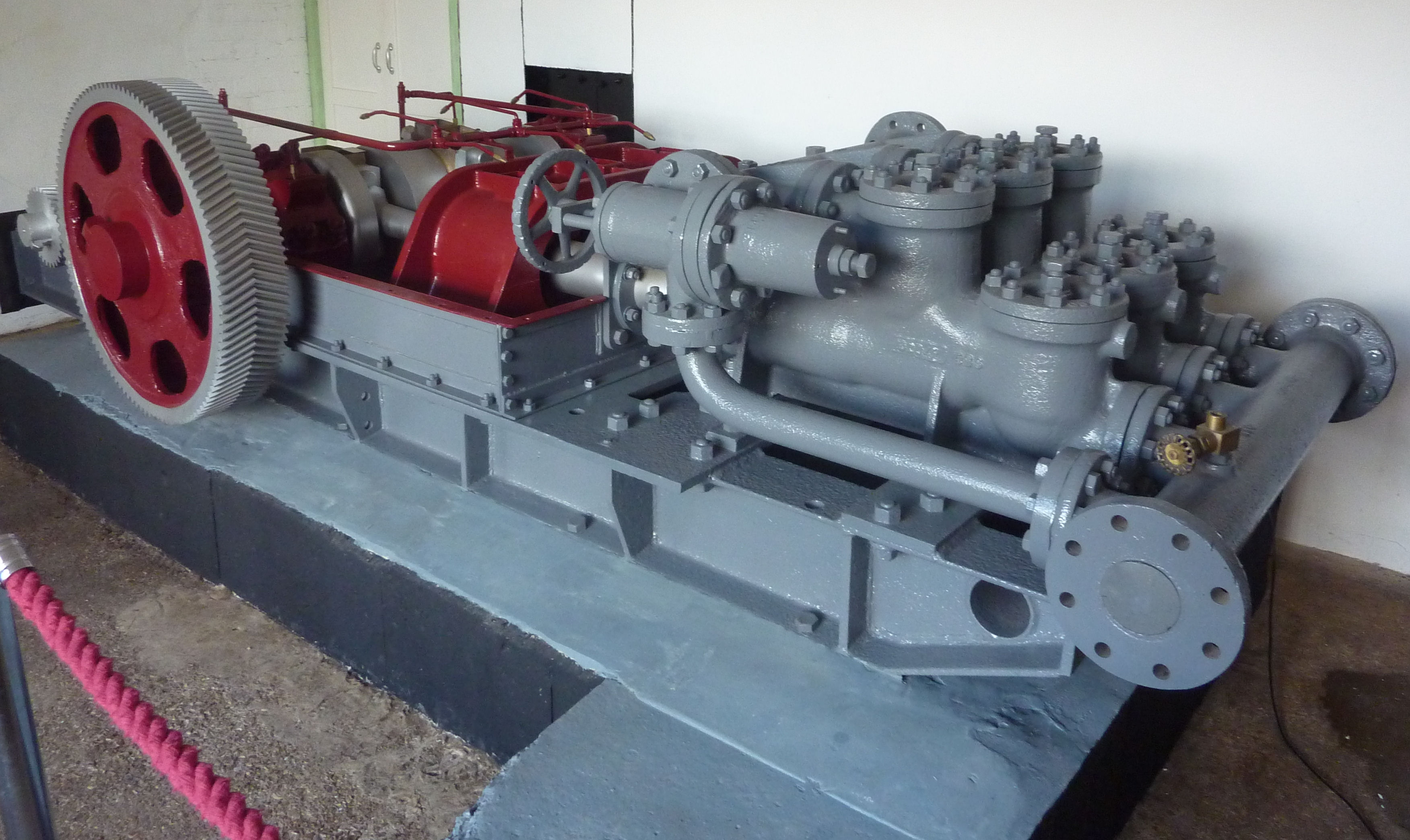
Pompe PLUTO au zoo de Sandown sur l'île de Wight.

Lorsque la guerre en Europe fut presque gagnée, les activités du PWD furent largement diffusées, exaltant l'ingéniosité britannique,. Les actualités cinématographiques expliquèrent au public britannique comment les lance-flammes avaient été développés pour défendre le pays contre l'invasion, et comment les projets PLUTO et FIDO avaient aidé à gagner la guerre,.
Le PWD avait planifié une exposition itinérante de ses réalisations ; la fin des hostilités provoqua un changement de plan : une exposition temporaire fut organisée au musée impérial de la guerre alors fermé. D’octobre 1945 à janvier 1946, le grand public fut invité à consulter les détails des lance-flammes, du système FIDO et de PLUTO. L'exposition attira plus de 20 000 personnes,,,. Donald Banks publia le compte rendu des activités du PWD, sous le titre de Flame Over Britain (Flammes sur la Grande-Bretagne).
Nevil Shute, ingénieur devenu auteur, rejoignit la Réserve de volontaires de la Marine royale en tant que sous-lieutenant et aboutit dans ce qui allait devenir la Direction du développement des armes diverses. Fort de son expérience, il écrivit Most secret (en), un roman sur un navire de pêche transformé, équipé d'une arme similaire à Cockatrice. Le livre avait été écrit en 1942, mais sa publication fut empêchée par la censure jusqu'en 1945.
Une pompe PLUTO est exposée au Centre du patrimoine de Bembridge et au zoo de l'île de Wight (en) à Sandown. Un livre Where PLUTO Crossed the Path indique où le public peut trouver des marques du tracé de l’oléoduc sur l'île de Wight,.